# Biserica evanghelică din Satu Nou

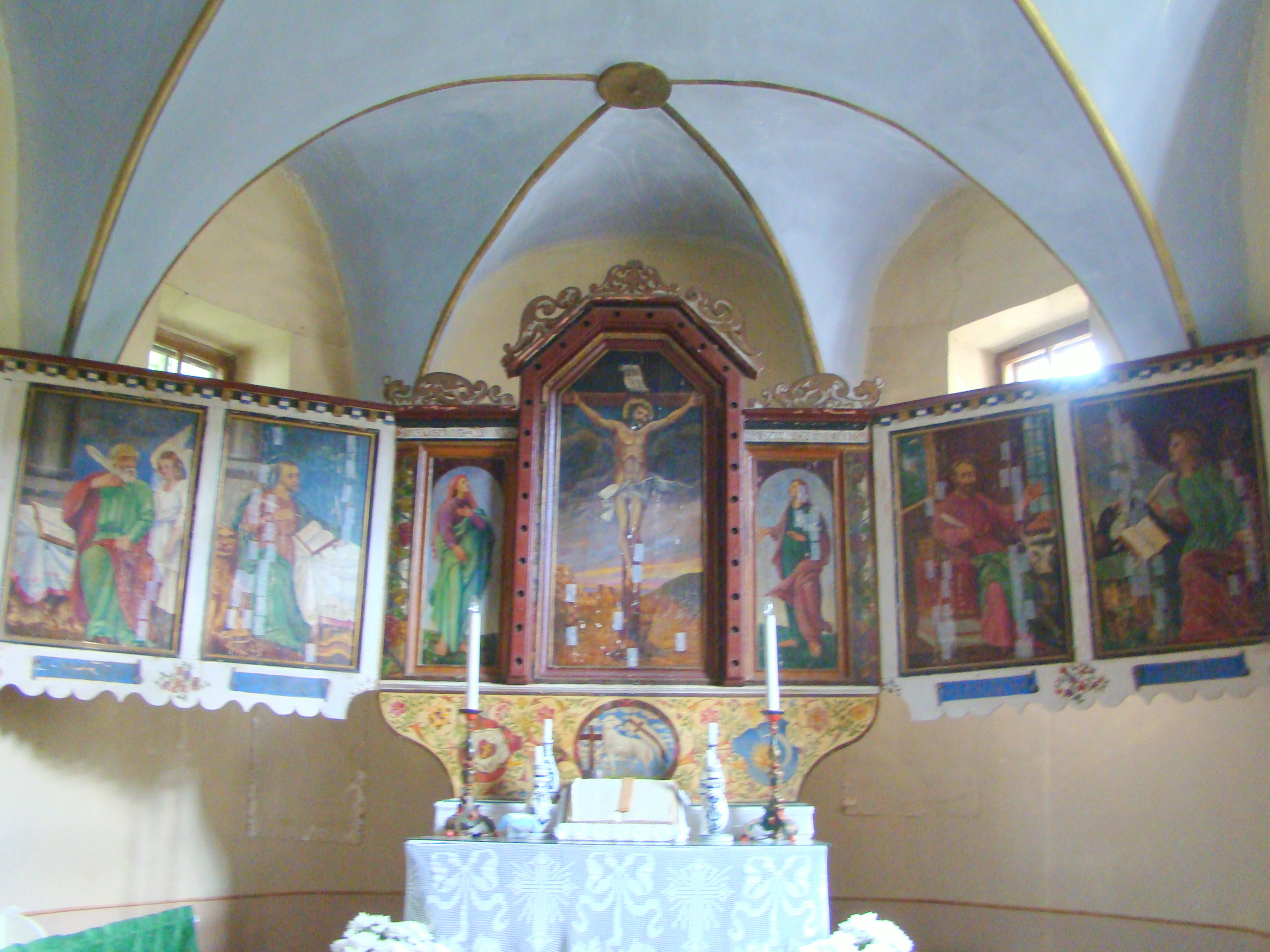
Altarul bisericii evanghelice maghiare din Satu Nou

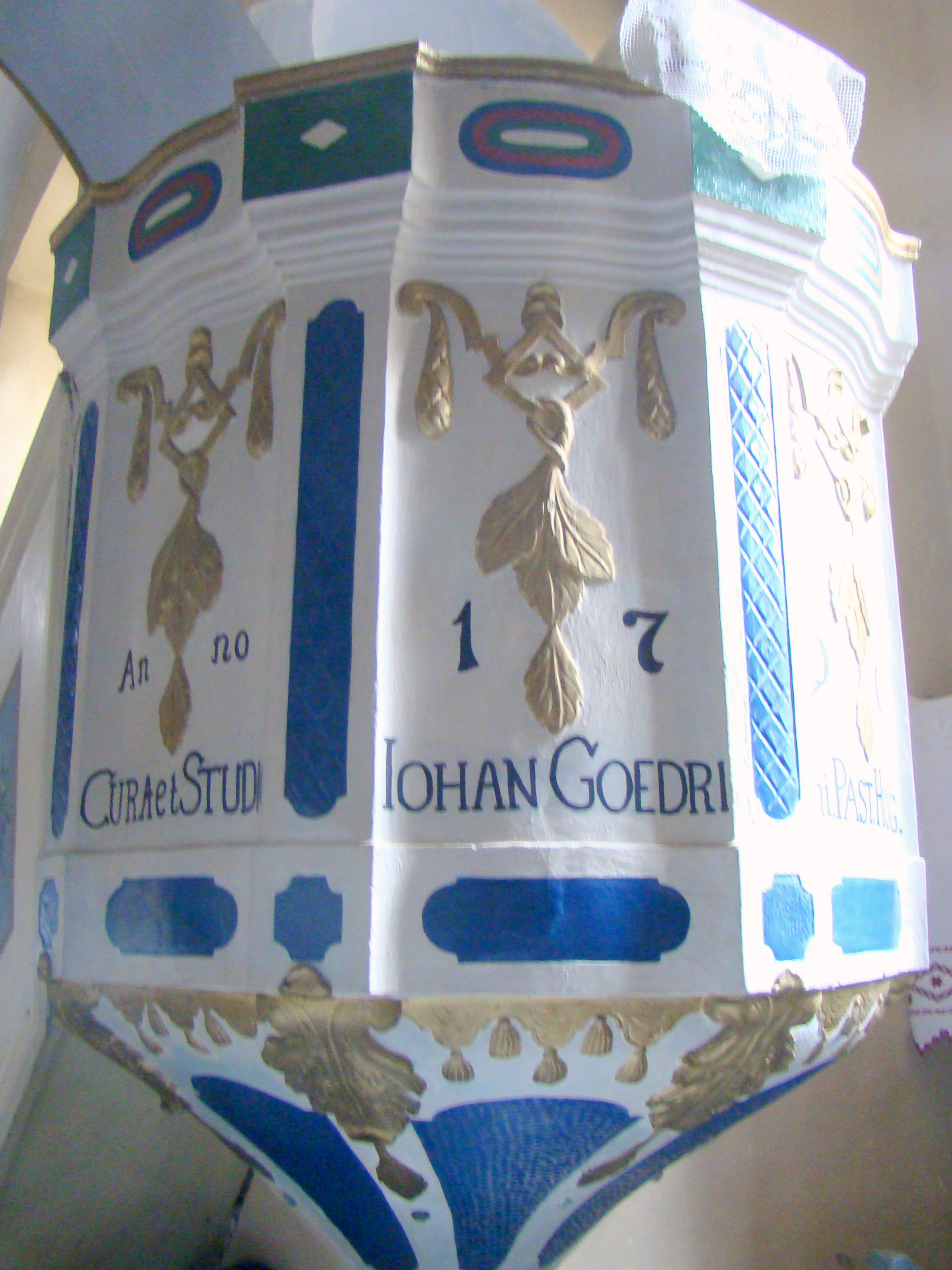
Amvonul

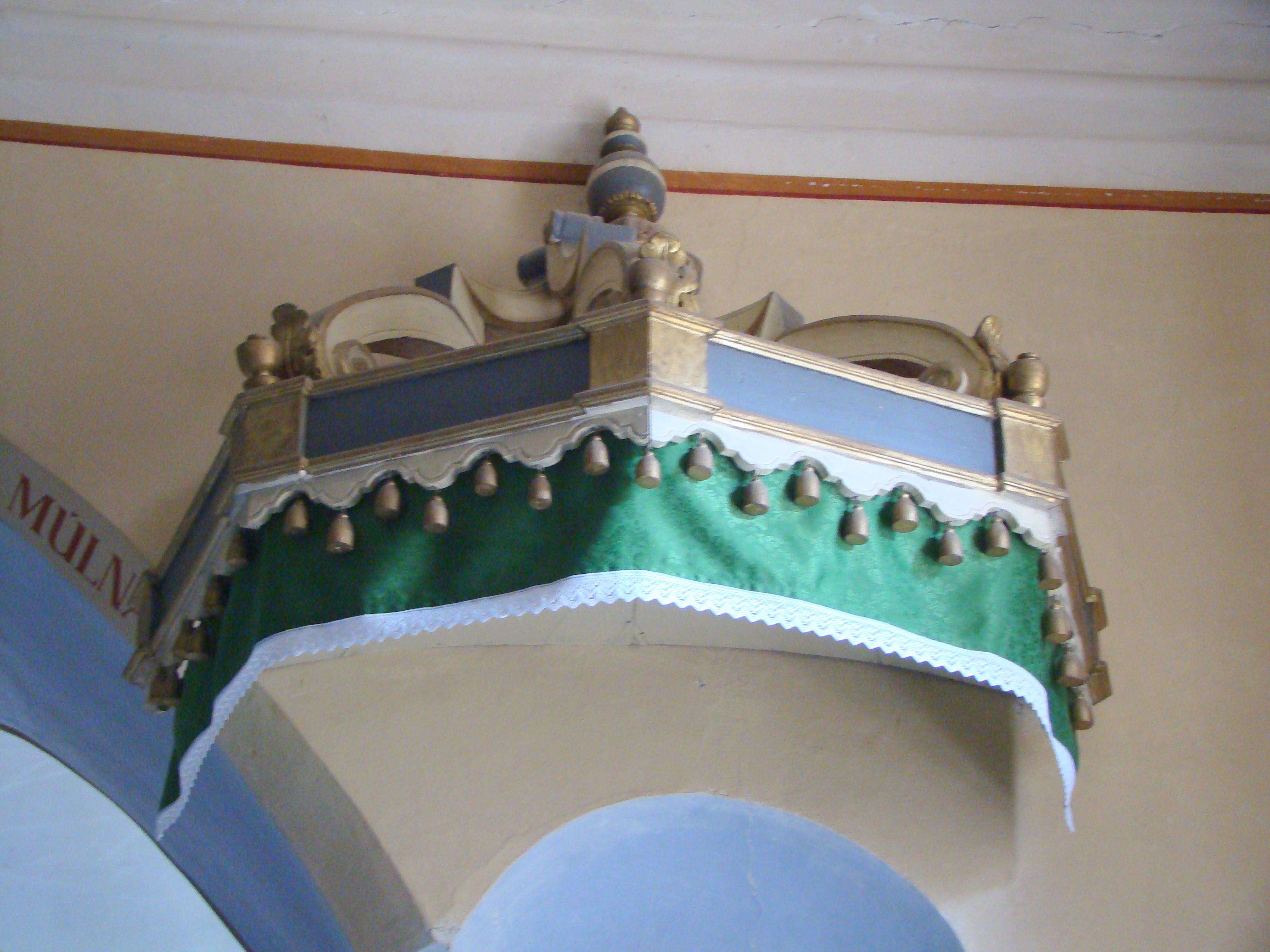
Coronamentul amvonului

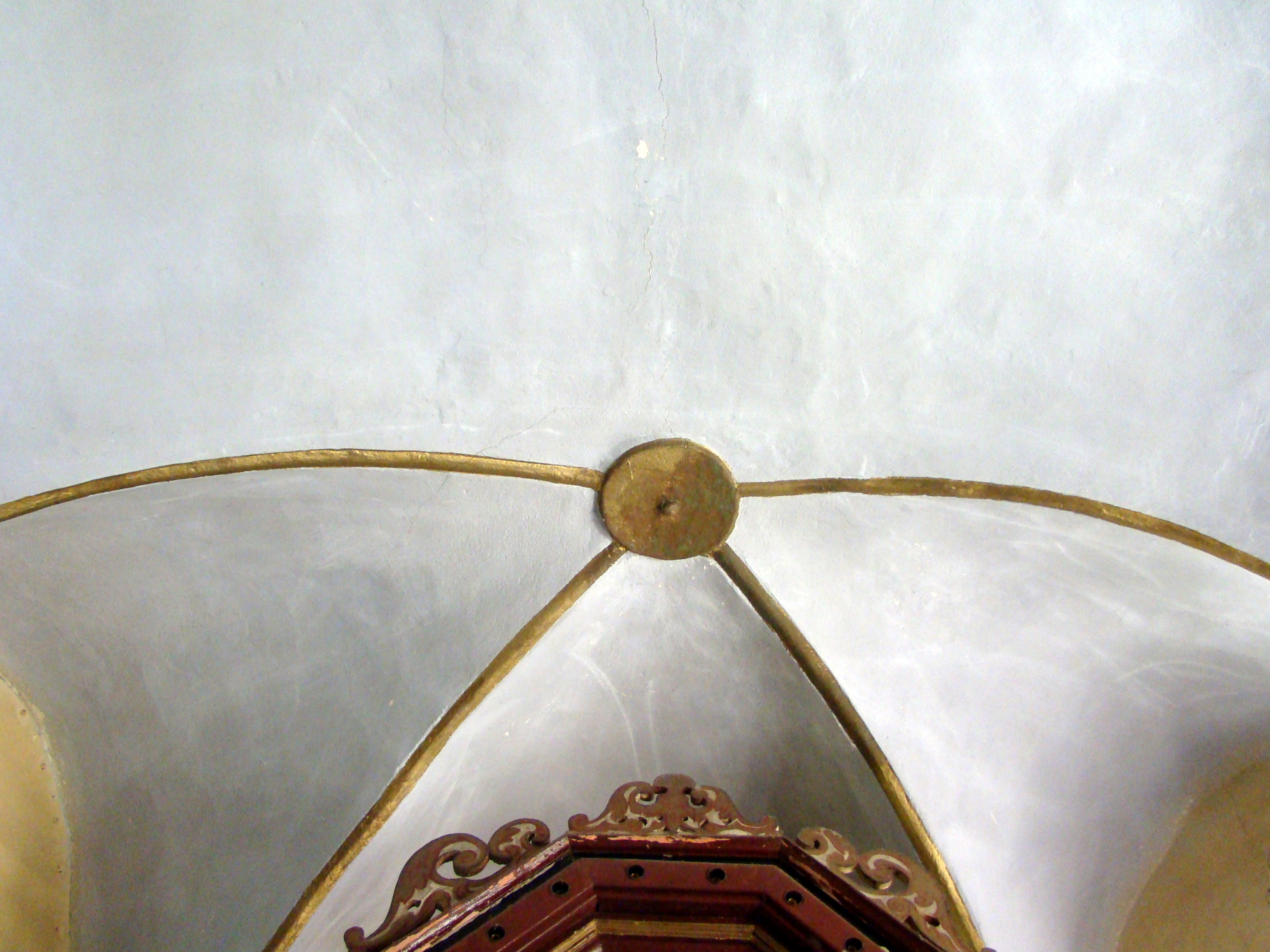
Cheie de boltă

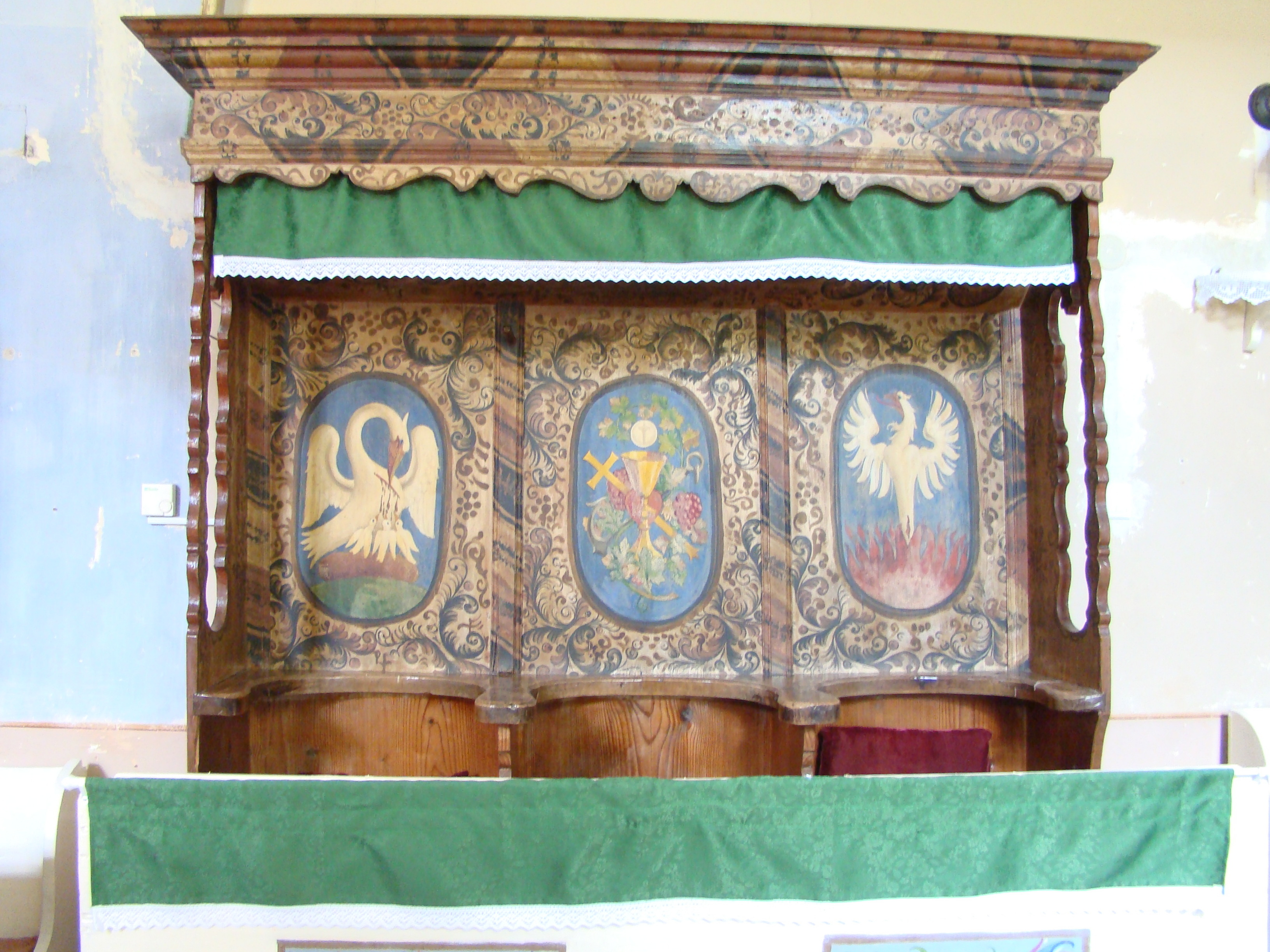
Strana de lemn pictată

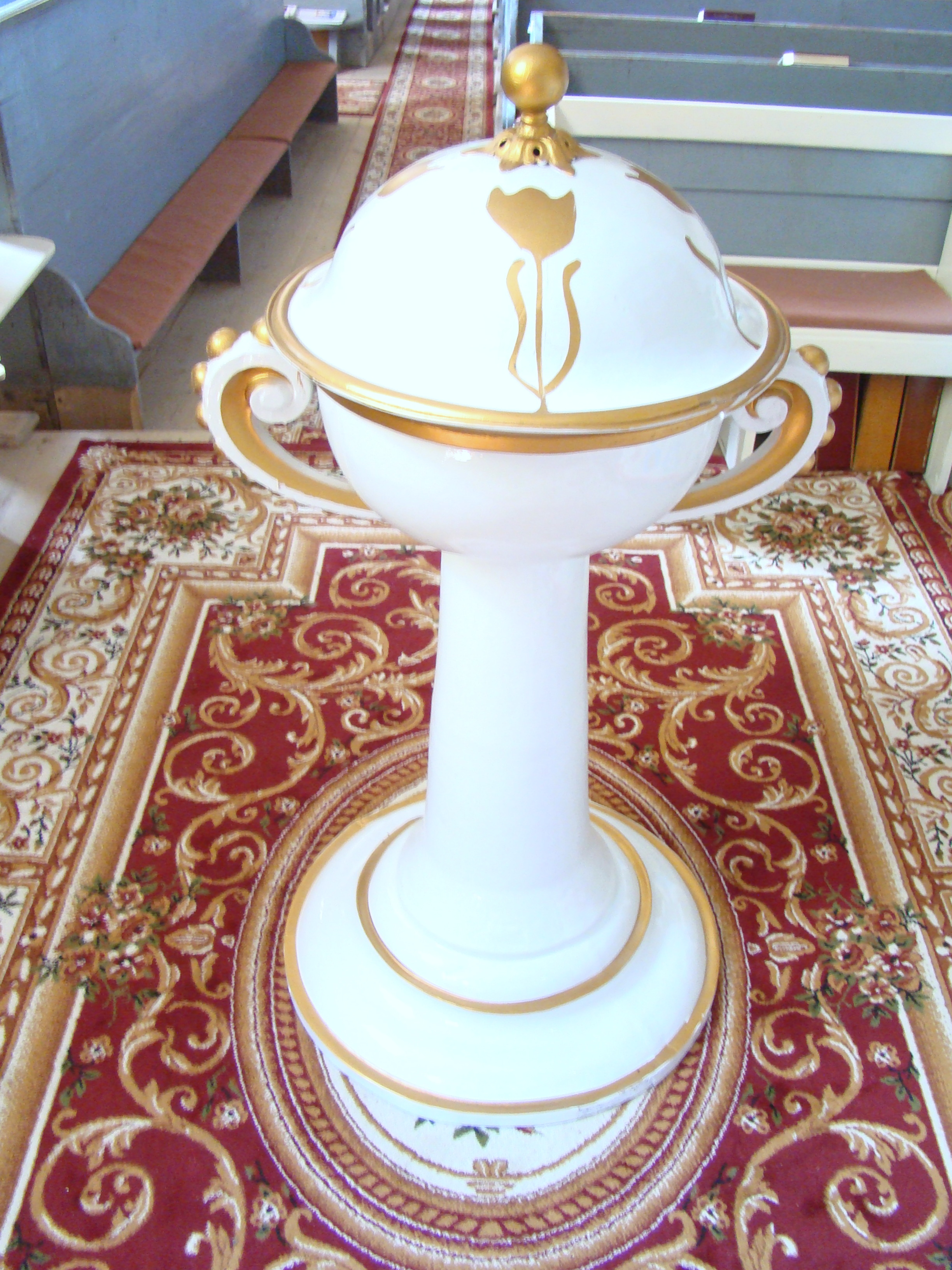
Cristelnița

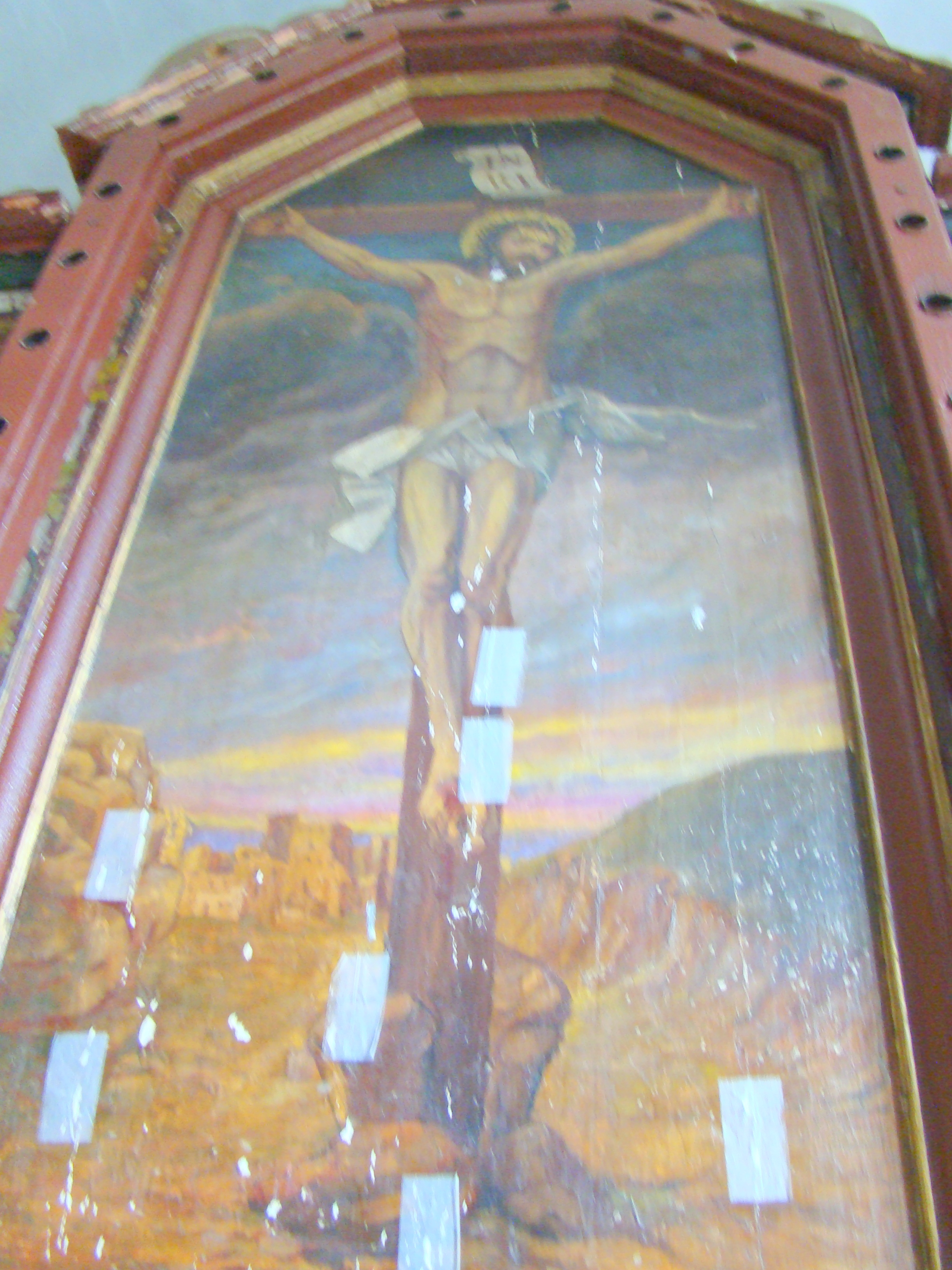
Tabloul altarului

Biserica evanghelică din Satu Nou este un ansamblu de monumente istorice aflat pe teritoriul satului Satu Nou, comuna Hălchiu. În Repertoriul Arheologic Național, monumentul apare cu codul 41079.04.
Ansamblul este format din următoarele monumente:
- Biserica evanghelică (cod LMI BV-II-m-B-11776.01)
- Zid de incintă (cod LMI BV-II-m-B-11776.02)

## Localitatea
Satu Nou,  (mai demult Nou; germană Neudorf; maghiară Barcaújfalu) este un sat în comuna Hălchiu din județul Brașov, Transilvania, România. Prima atestare documentară a localității este din anul 1366. În anul 1462 satul este donat de proprietar orașului Brașov, donație confirmată de regele Matei Corvin.

## Biserica
Pe locul actual a fost construită în anul 1366 o capelă mică. În anul 1785 a fost demolat vechiul turn de lemn din partea de est a capelei și a fost construit un turn nou, din piatră și cărămidă, în partea de vest. Acea capelă mică, cu turnul nou din piatră, formează ansamblul actualei biserici.
Construcția îmbină elemente ale stilului gotic cu cel romanic.
Biserica are lungimea de 20 m, lățimea de 9,5 m, iar înălțimea de 5 m. Înălțimea turnului este de 21 m.
Lucrări importante de renovare au avul loc în anul 1852, când a avut loc o renovare generală a interiorului și exteriorului bisericii. În același an a fost renovată și casa parohială; atunci a fost găsită o grindă cu inscripția „Anno 1451 d.27 mai”.
În 1890 a fost renovat turnul, iar acoperișul din țigle a fost înlocuit cu unul din tablă. În anul 1921 au fost montate clopotele care se găsesc și astăzi în turn, cele anterioare, din 1809, au fost rechiziționate în Primul Război Mondial. În 1925 a fost schimbat din nou acoperișul, iar biserica a fost înconjurată de un zid din piatră. În anul 1982 a fost schimbată tabla de pe turlă.
Datele existente în arhiva bisericii demonstrează continuitatea prezenței preoților în parohie din anul 1540 și până în prezent.
Altarul cu canturi este o construcție din anul 1703. În centrul altarului este Hristos răstignit pe cruce, în dreapta și în stânga lui sunt Maria și ucenicul Ioan, apoi cei patru evangheliști. În anul 1930 altarul a fost repictat de Köpeczi János Sebestyén.
Amvonul a fost construit în anul 1790 și poartă inscripția: „Anno 1790. R.S. Cura et studio Johan Goedri. I-mi Pat.Hungaricus. Dono St. Extmit”.

## Imagini din exterior

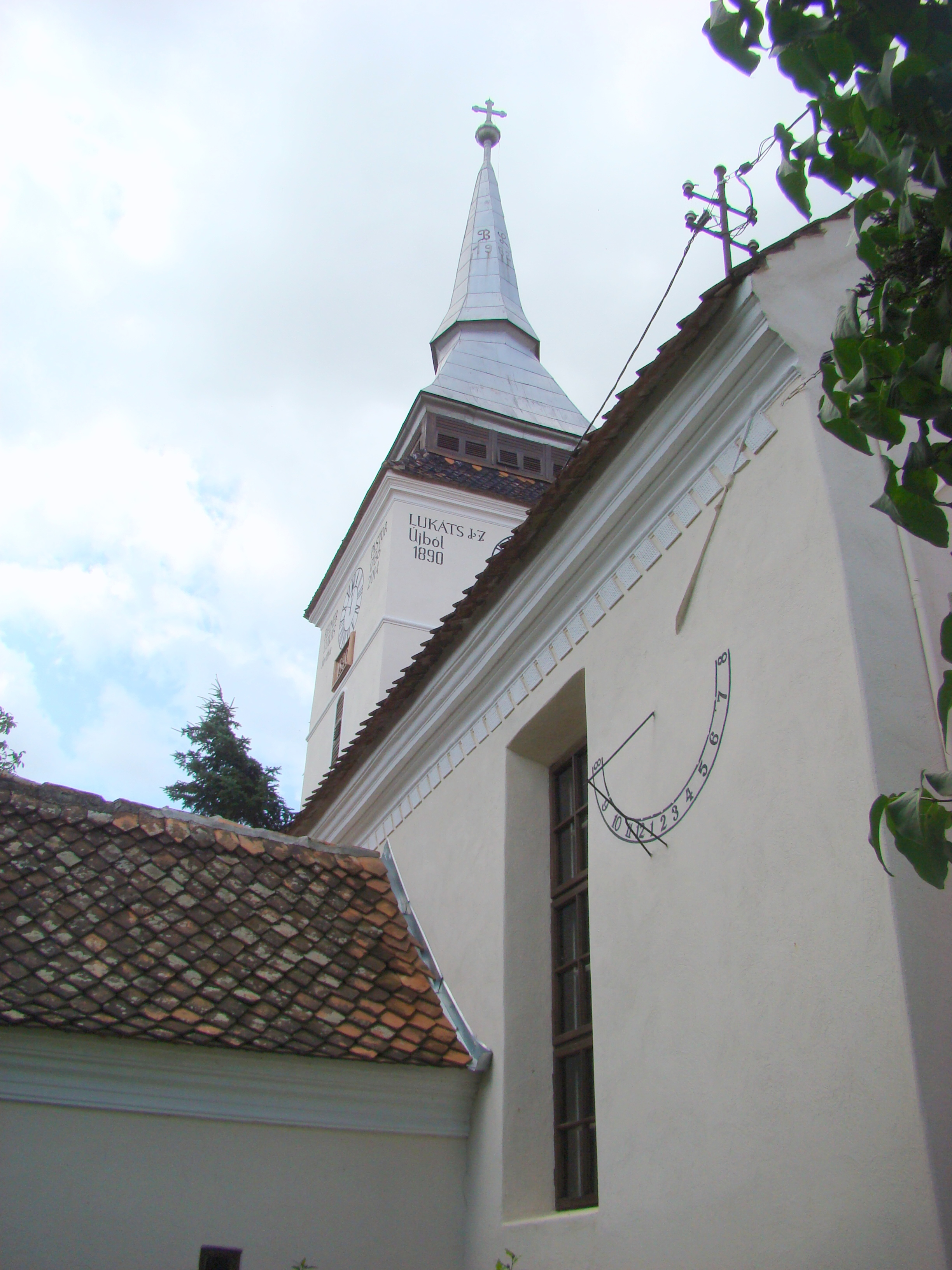
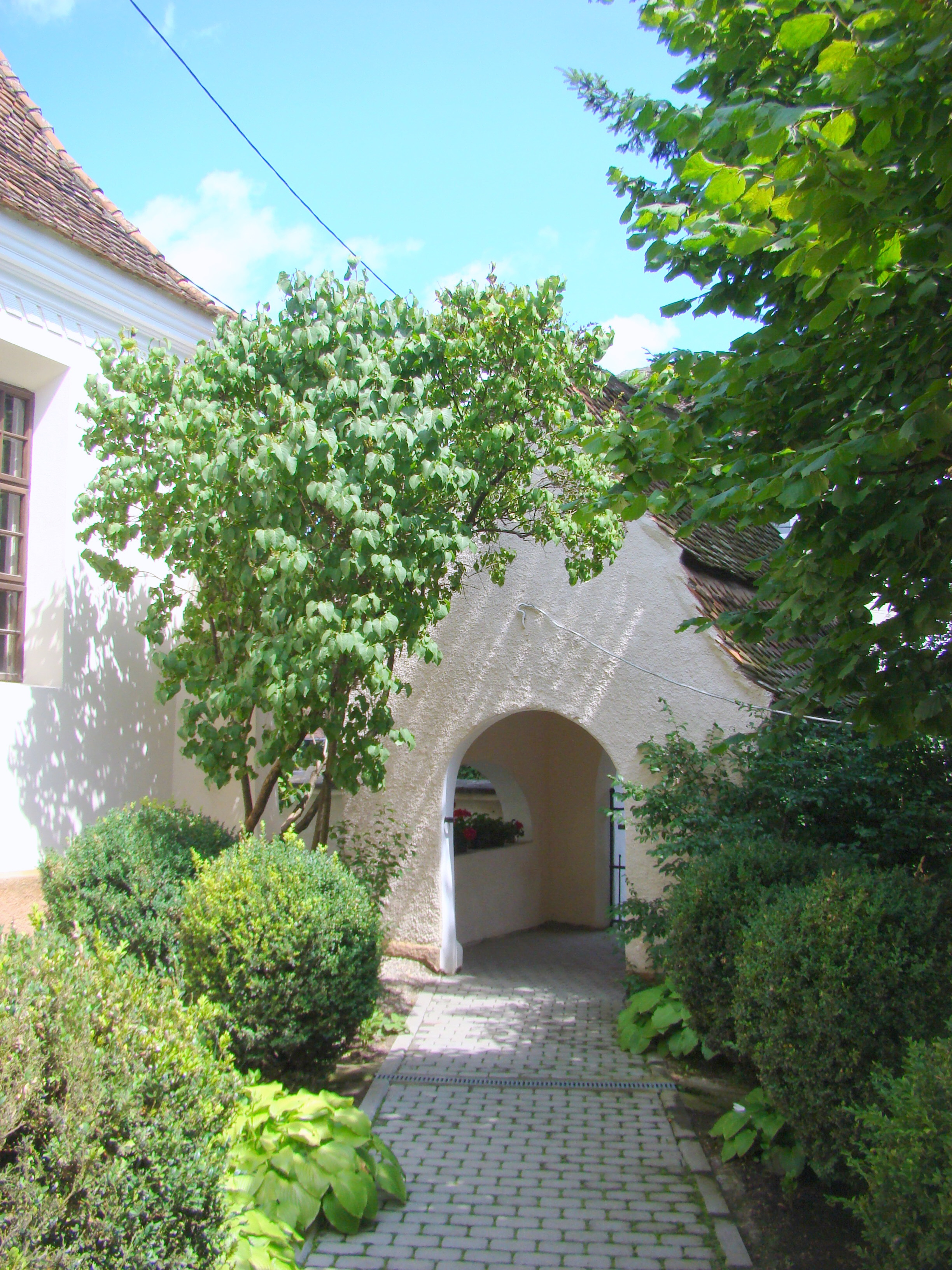
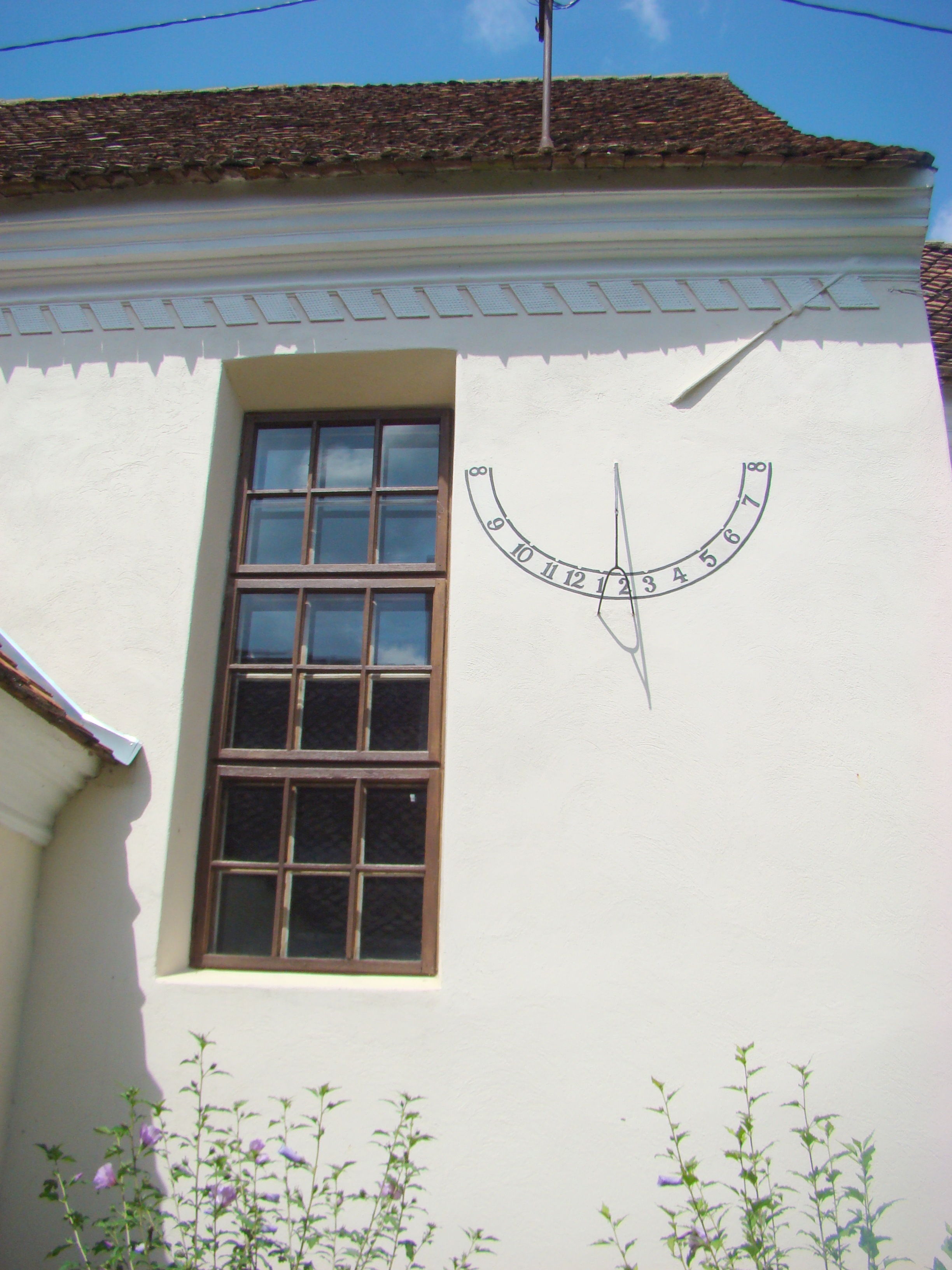
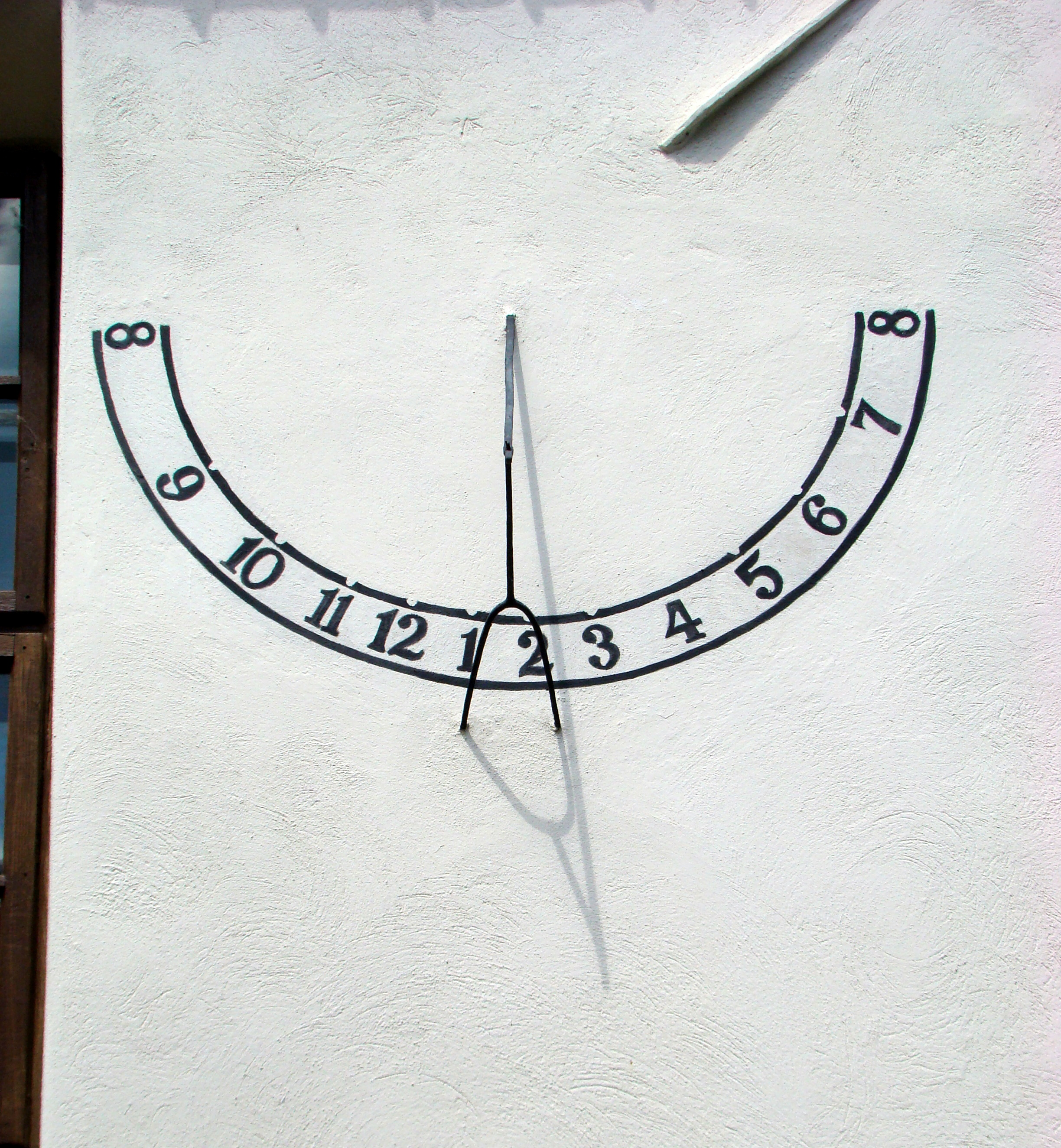
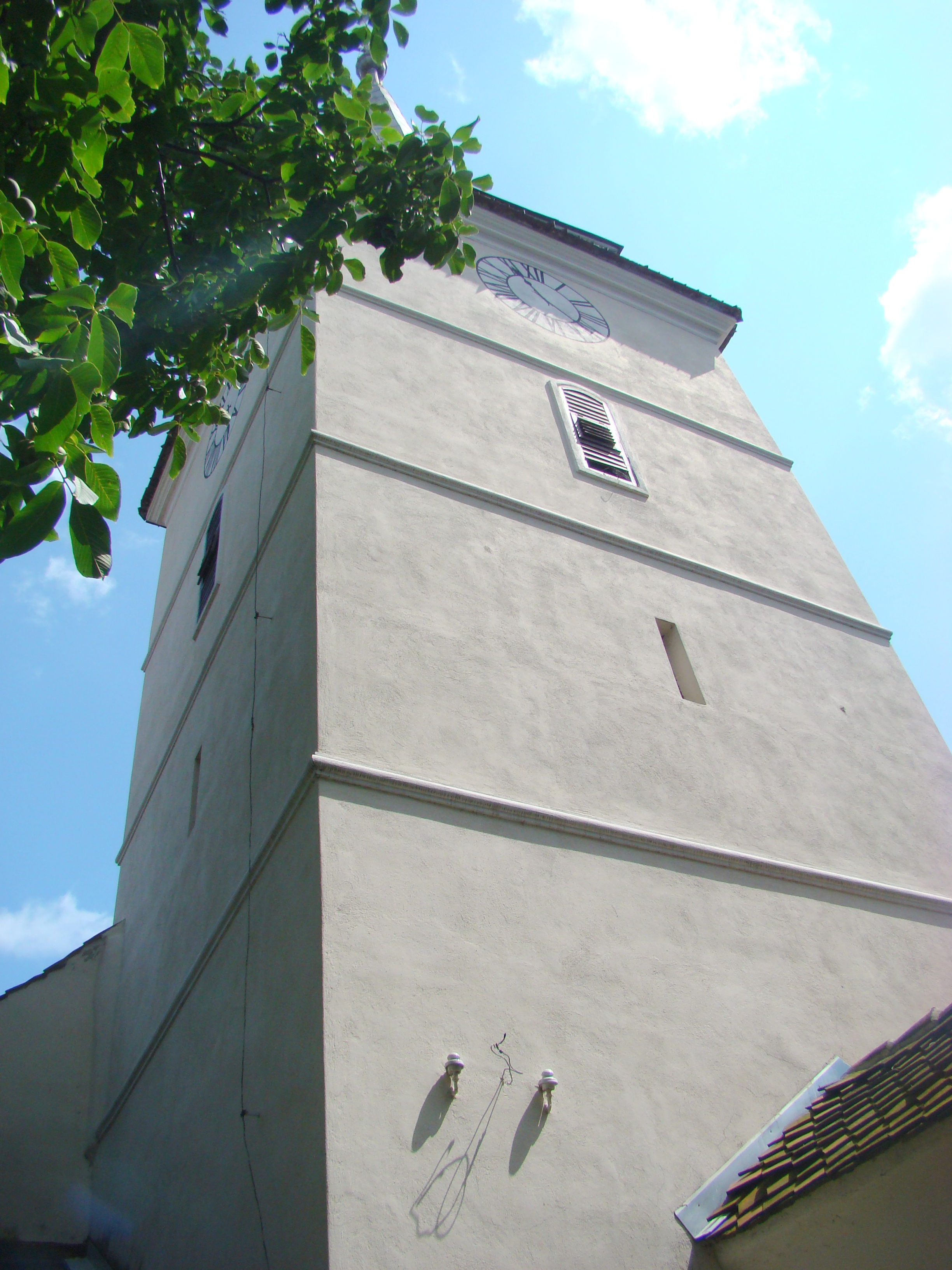
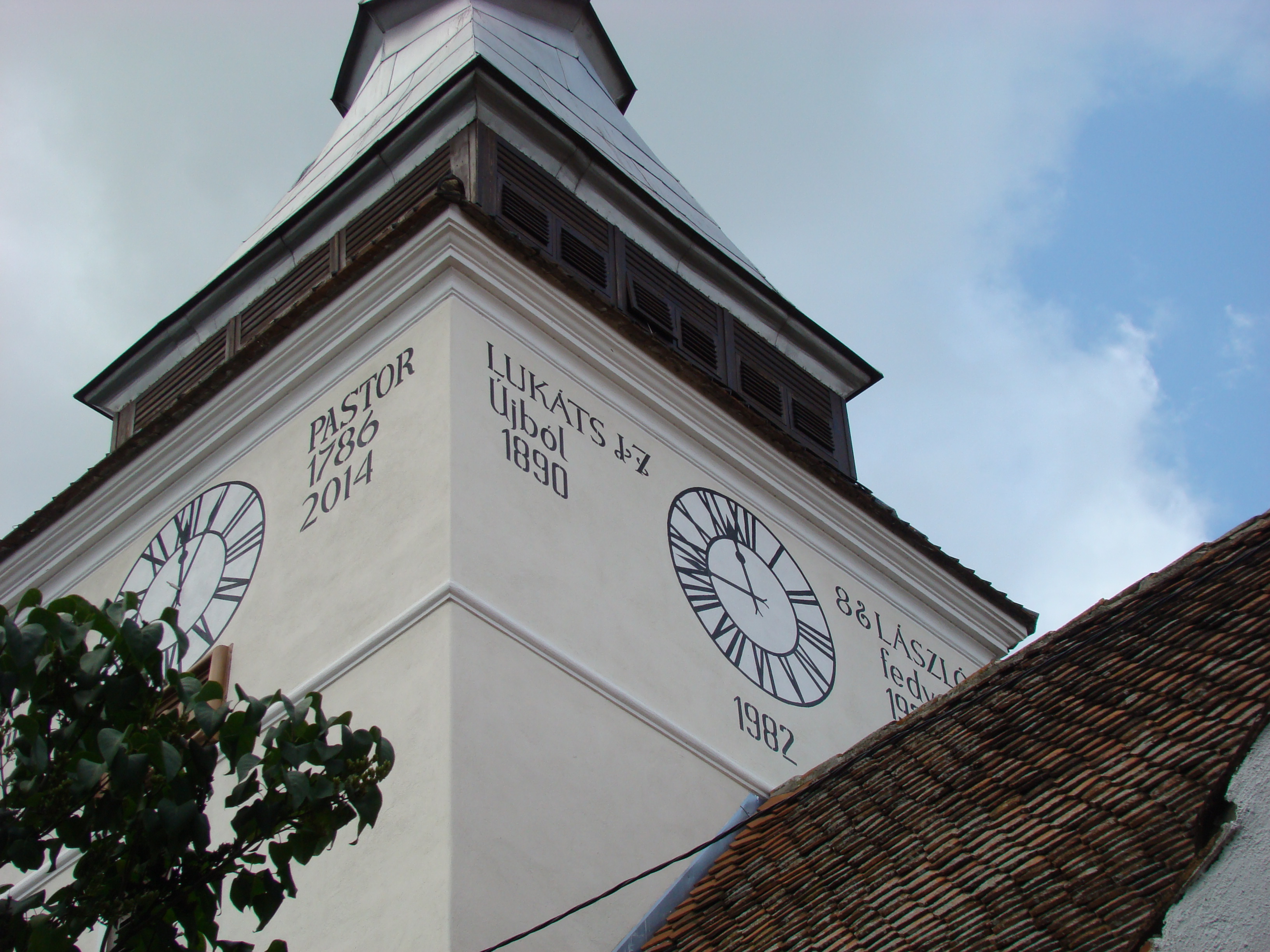
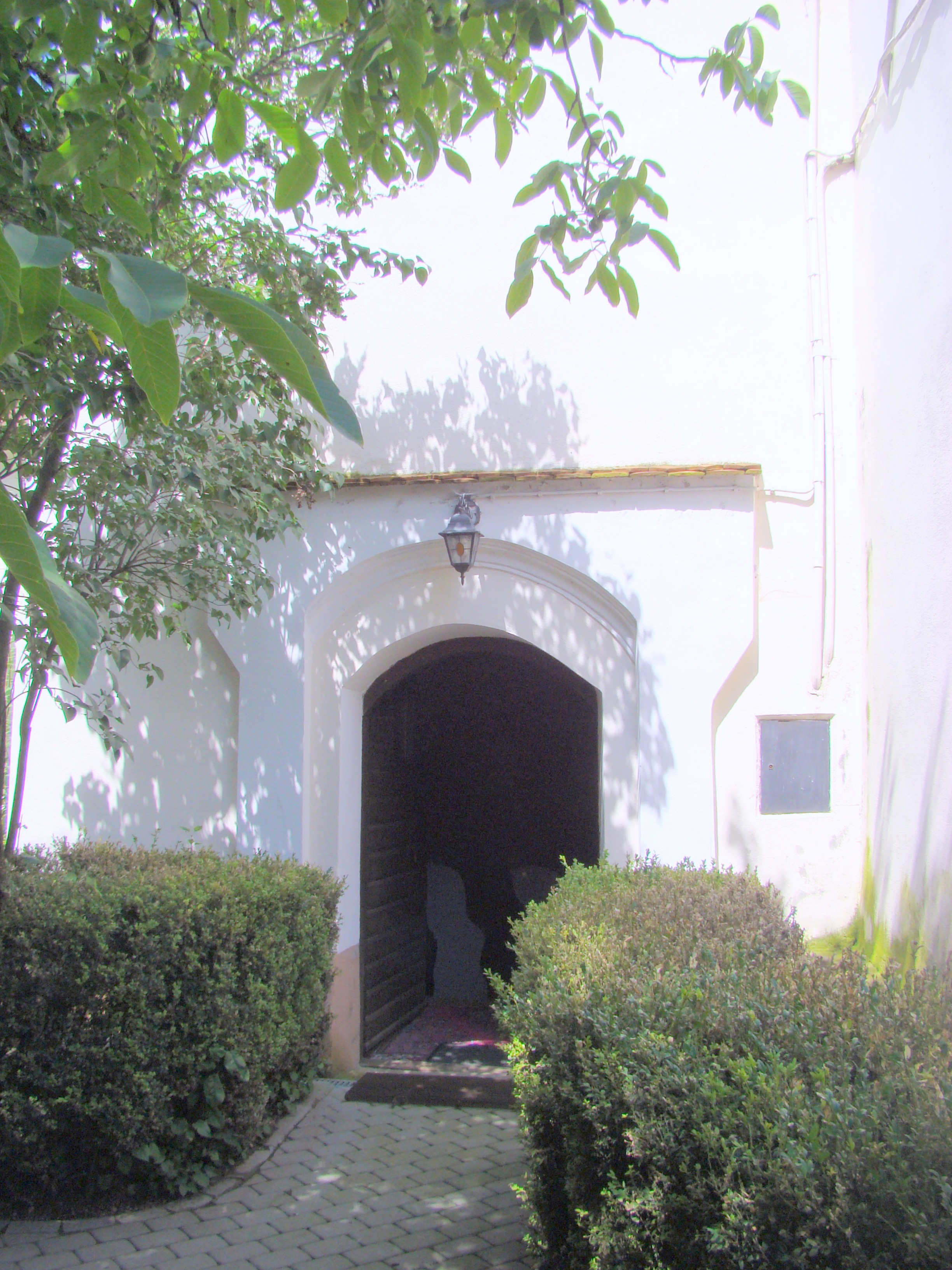
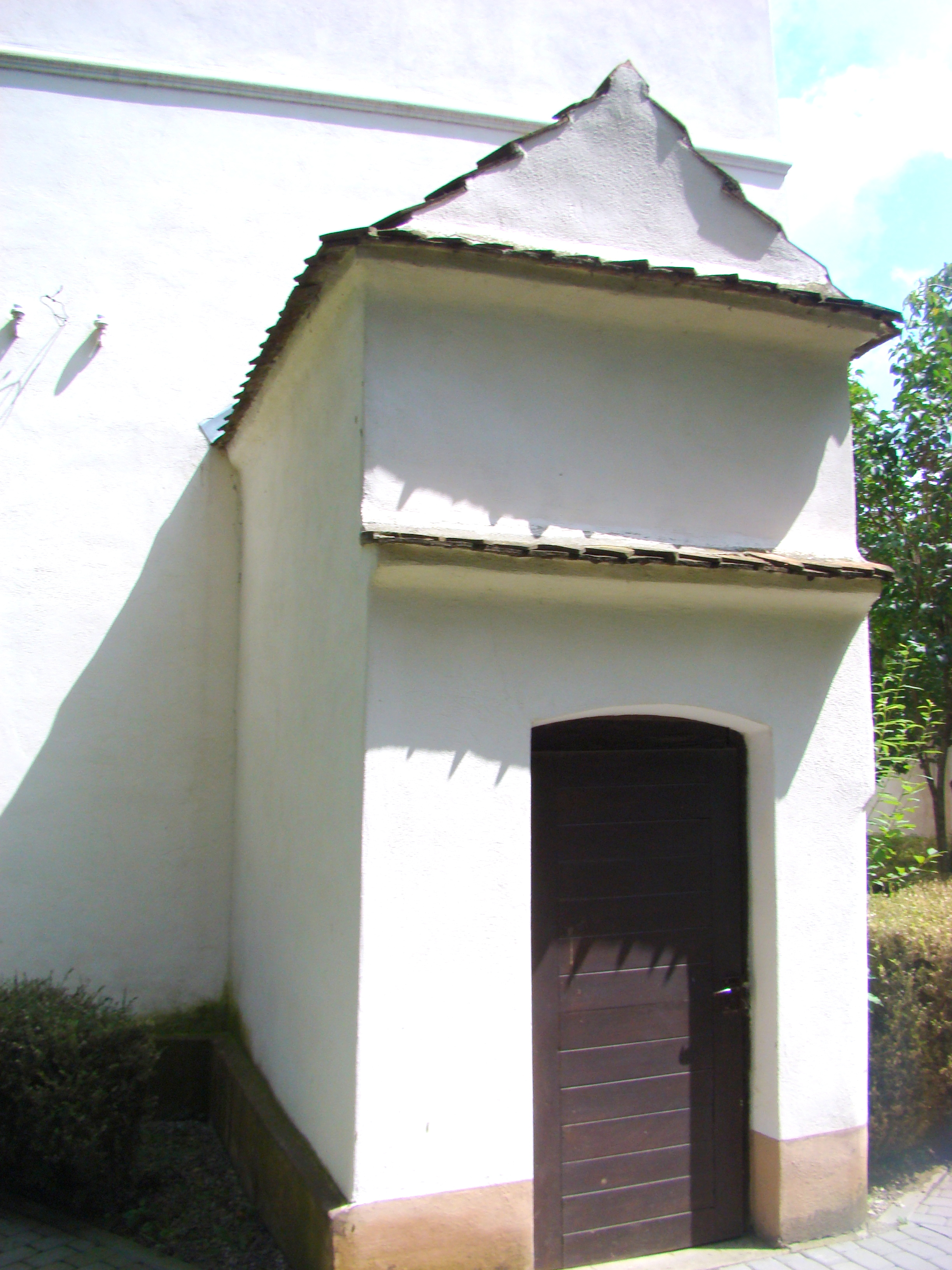
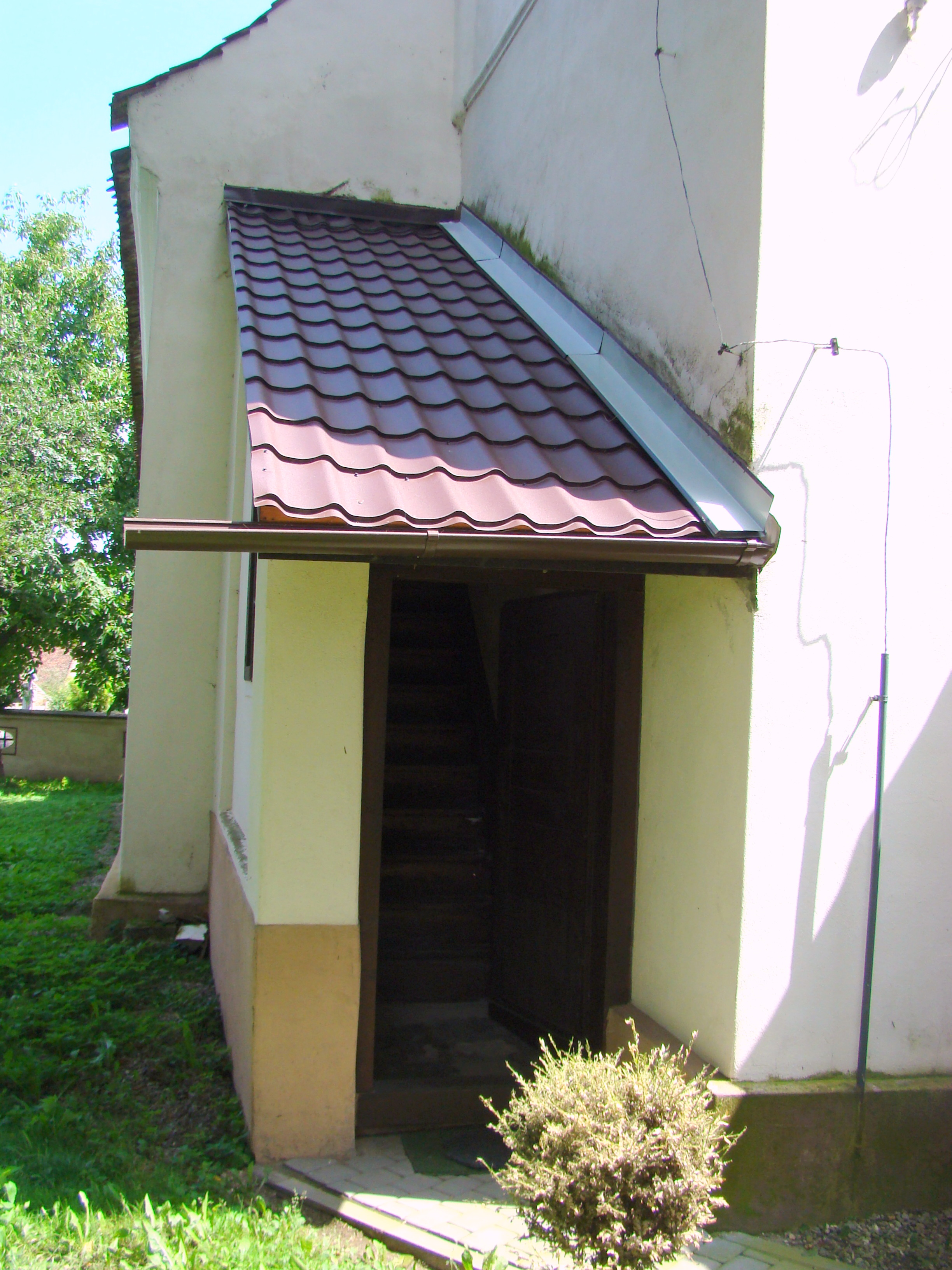
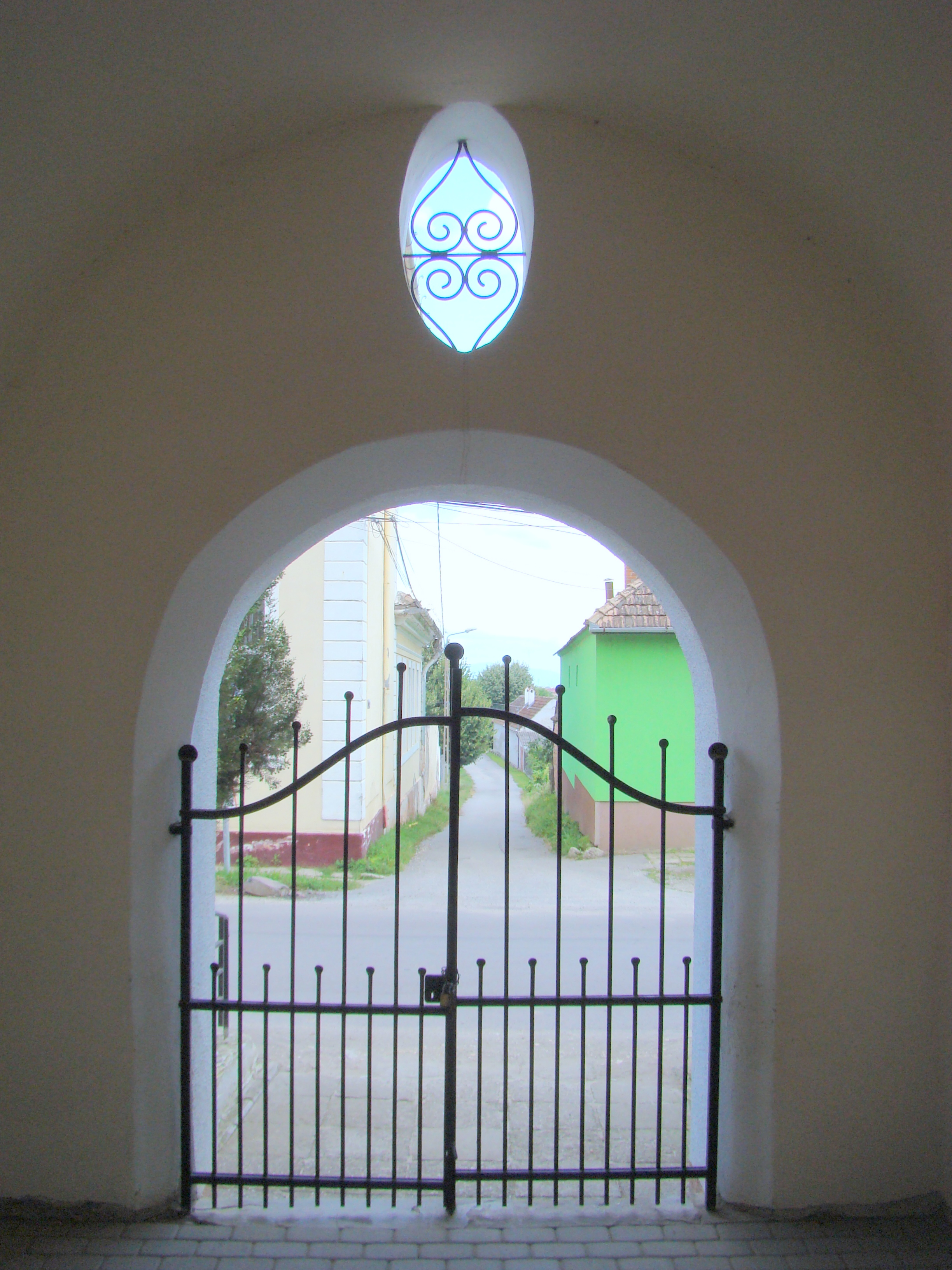

## Vezi și
- Satu Nou, Brașov

## Imagini din interior

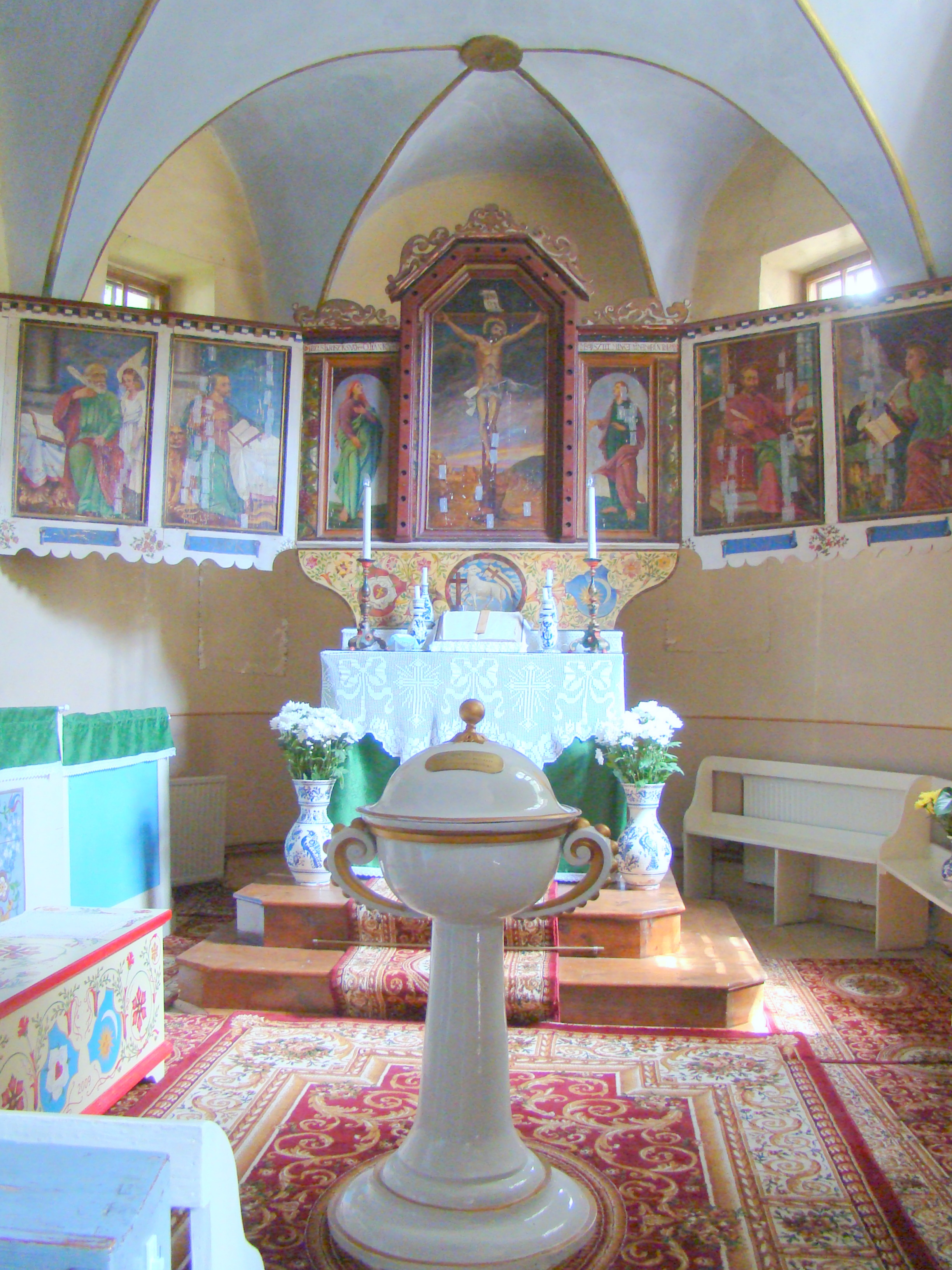
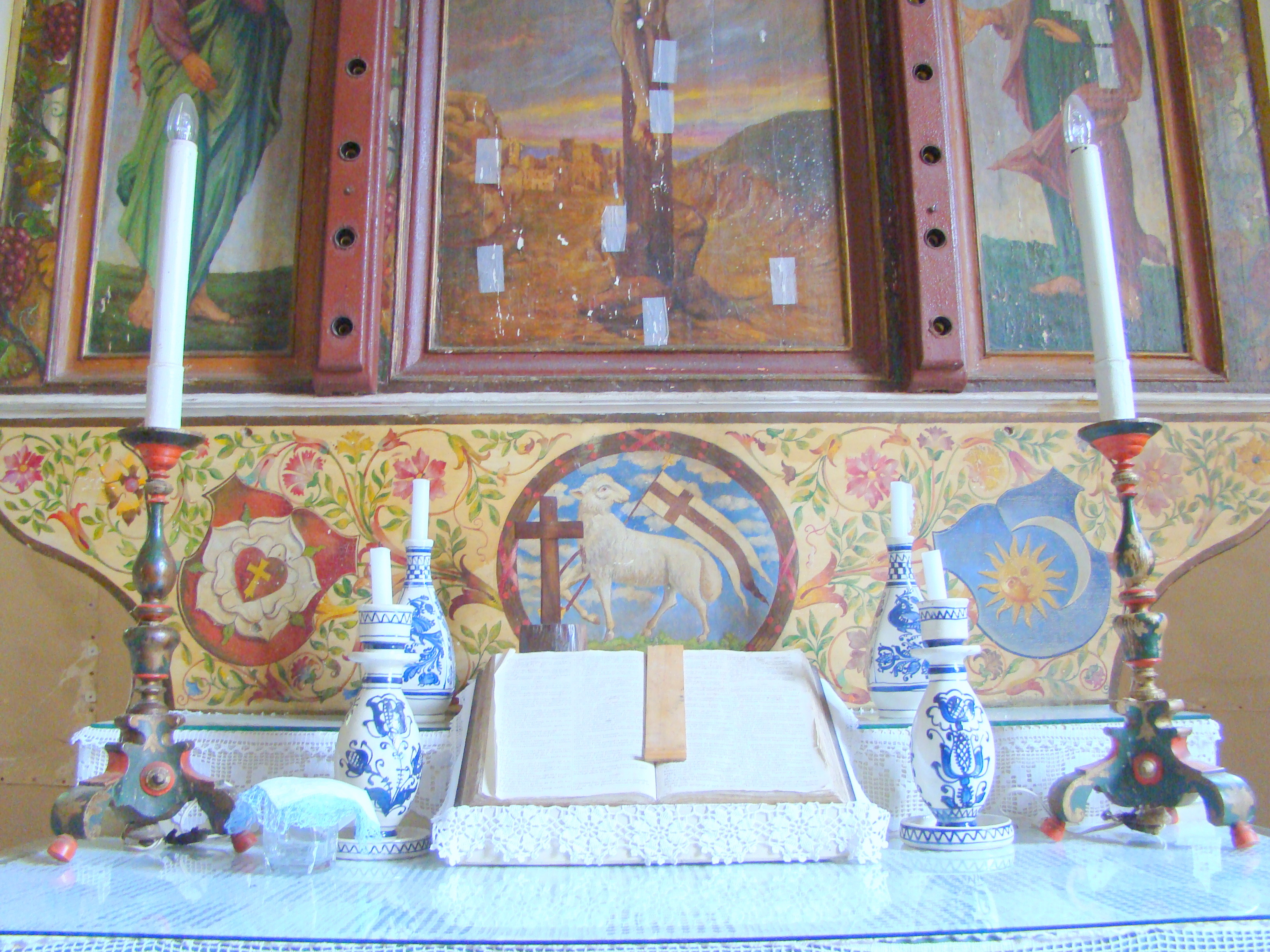
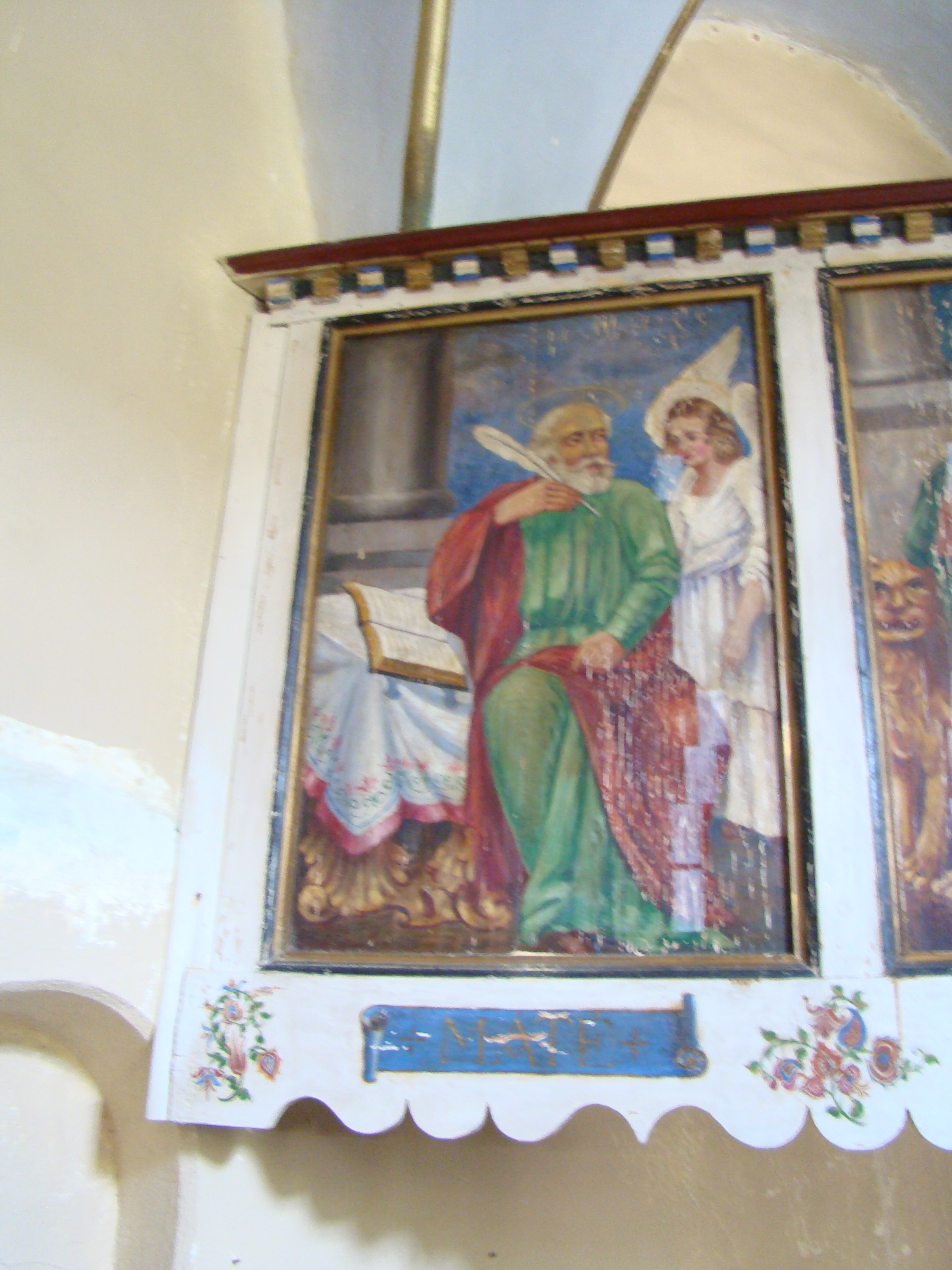
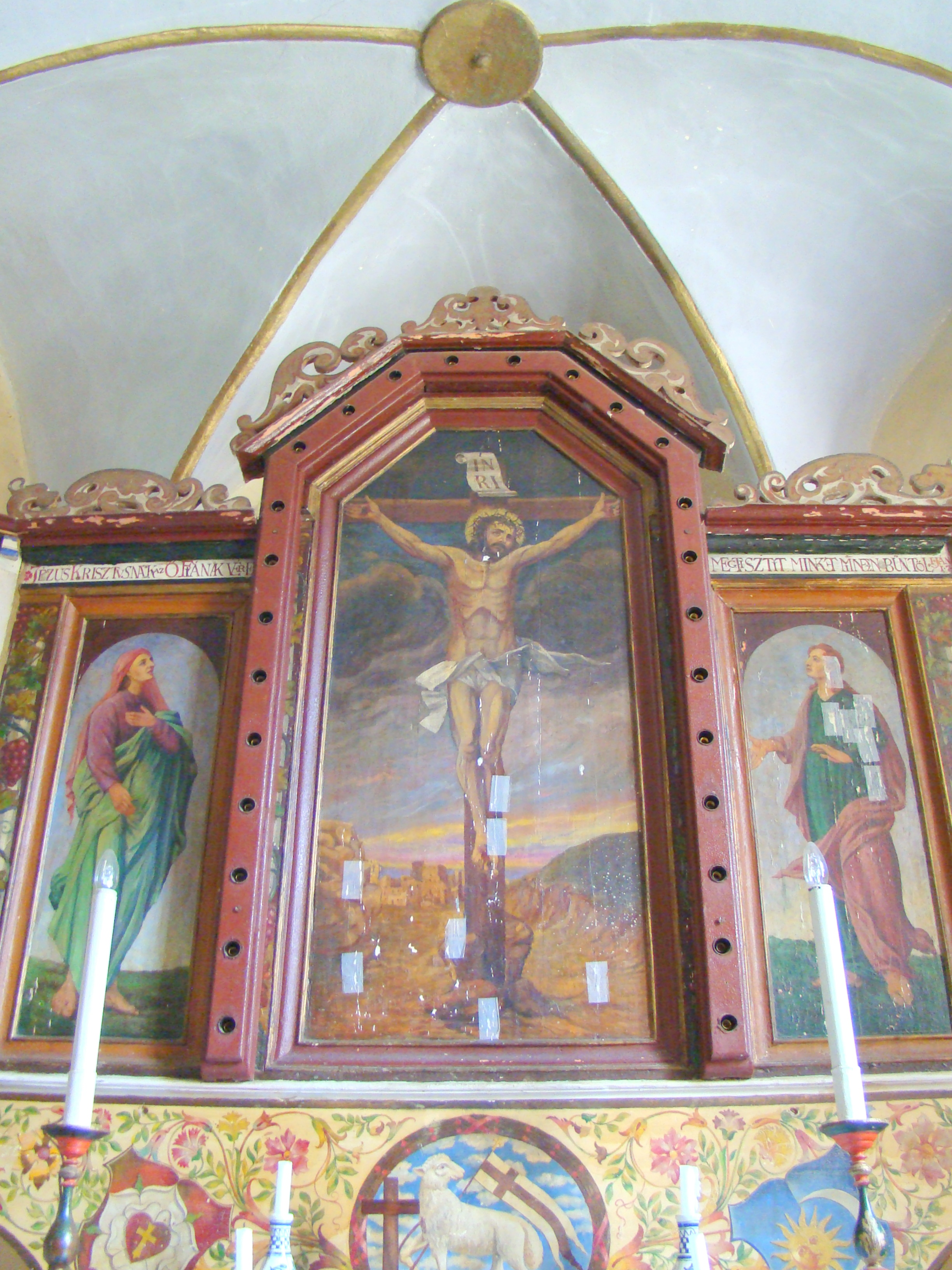
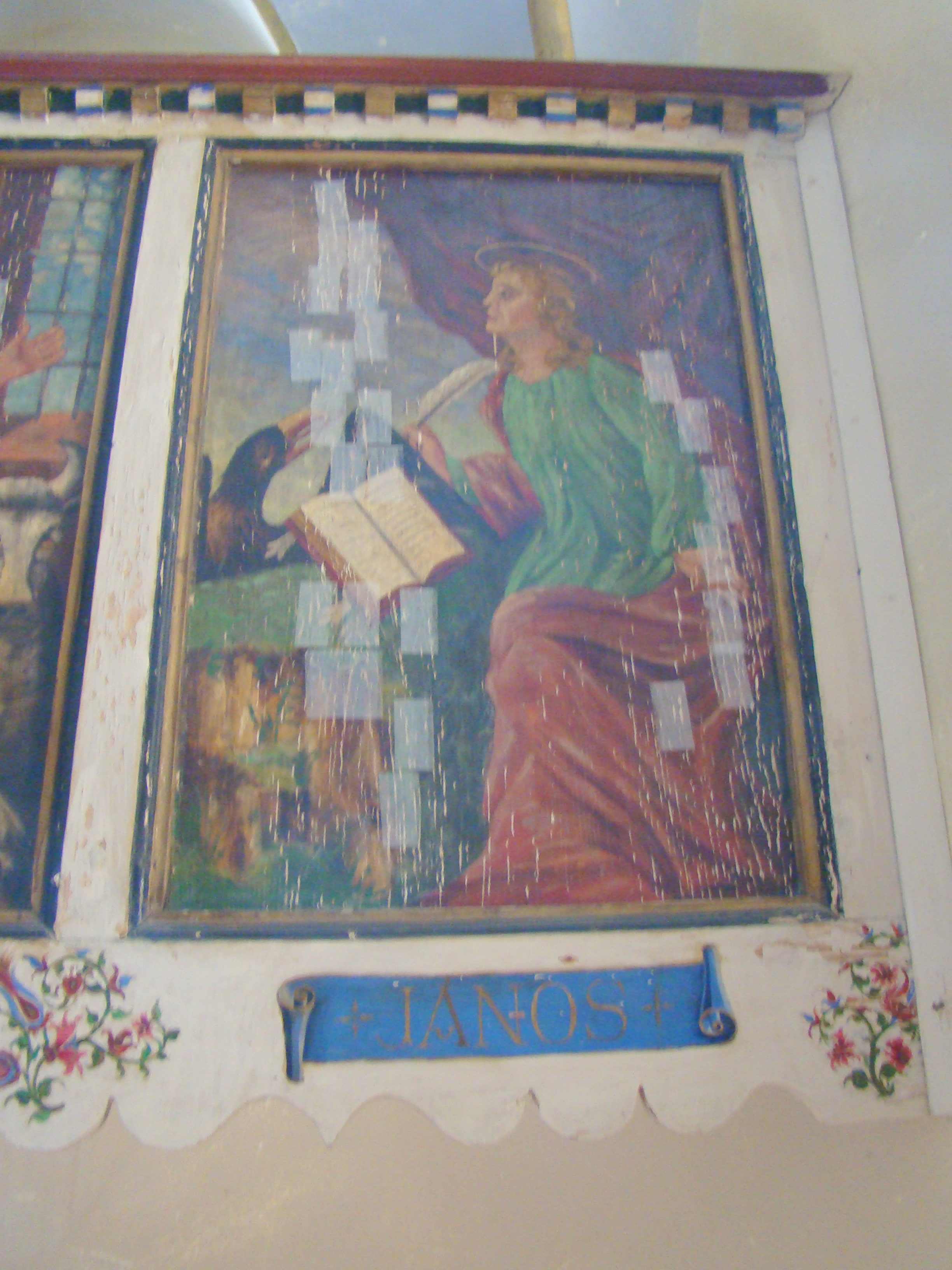
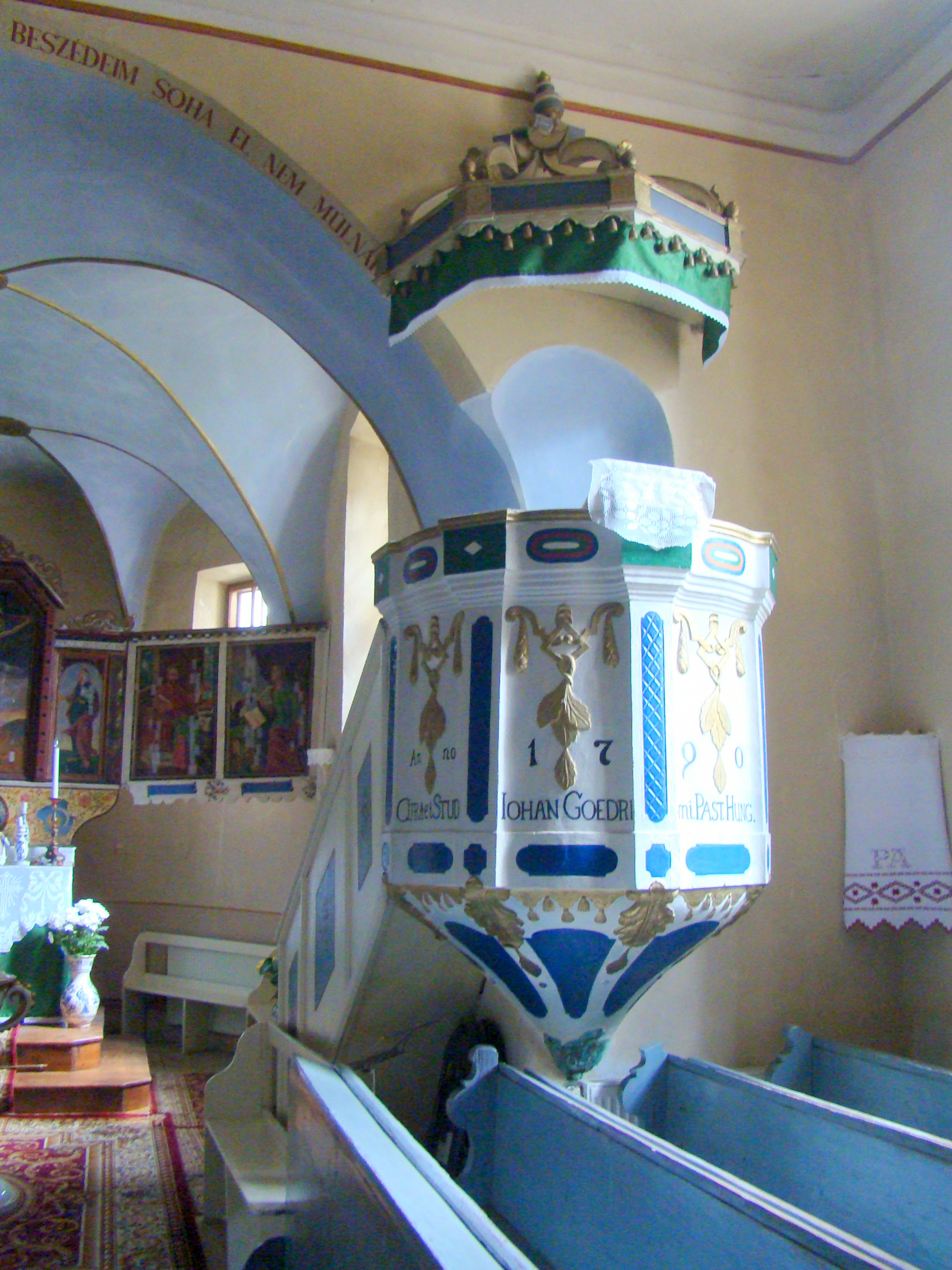
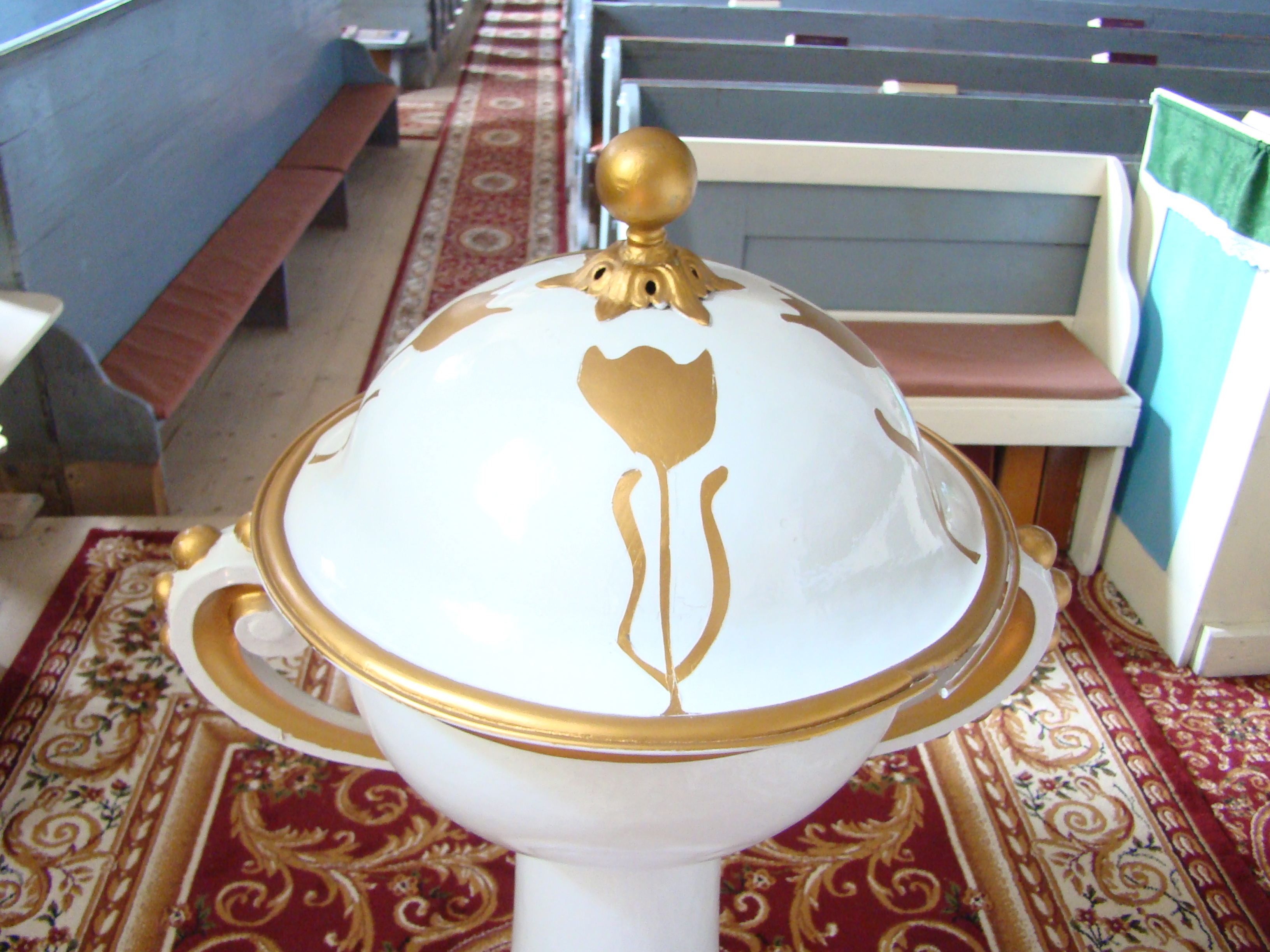
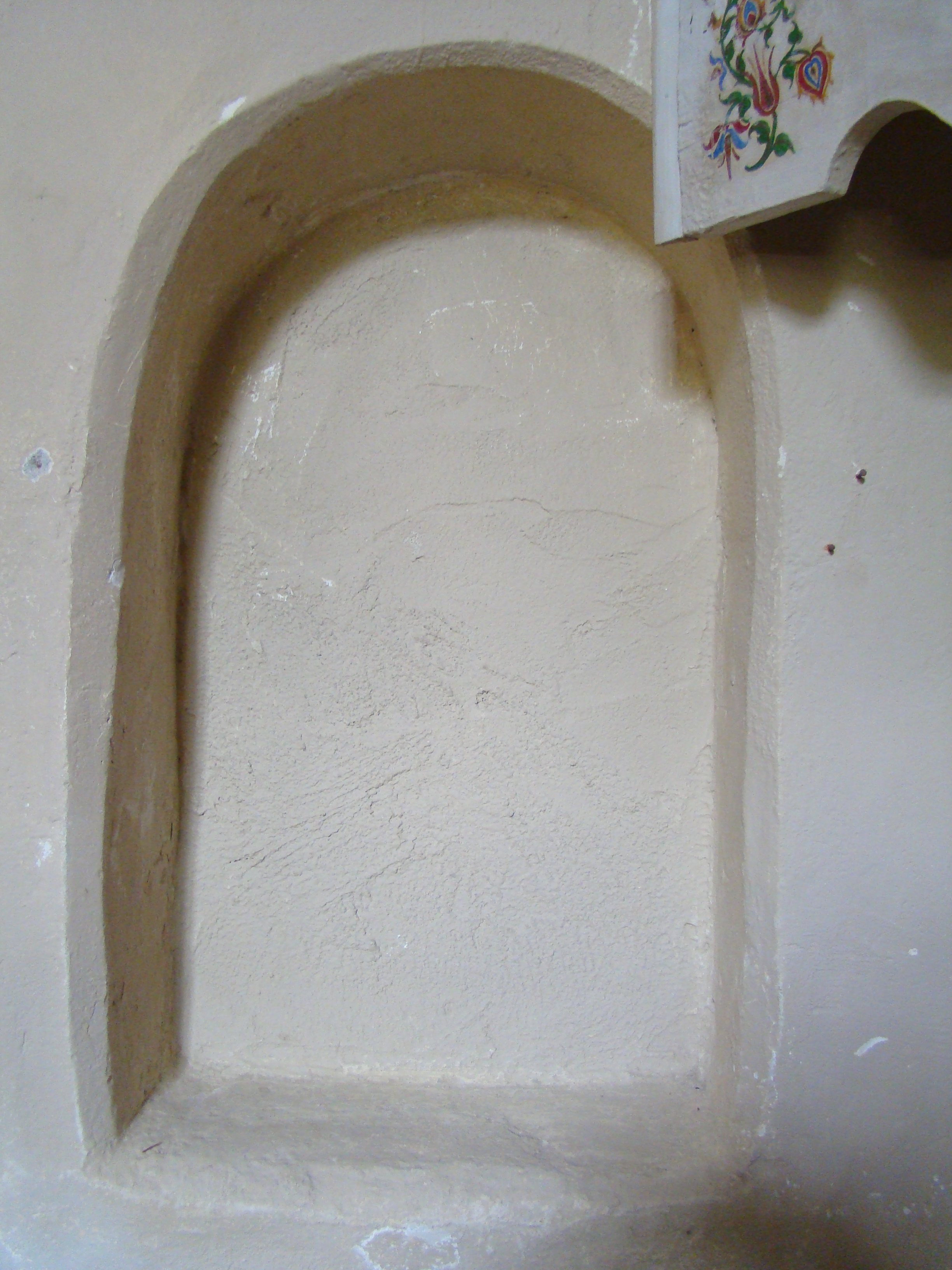
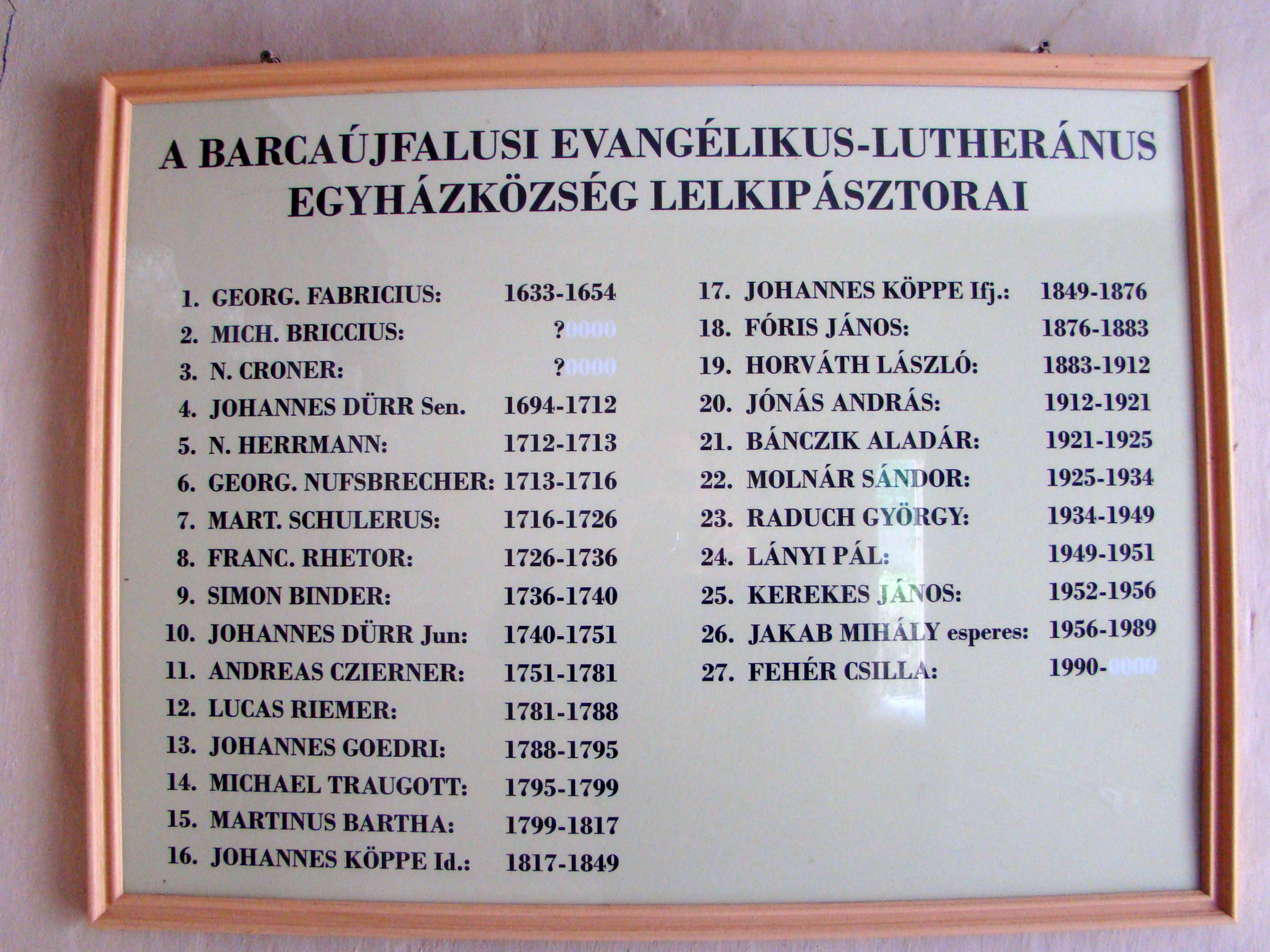
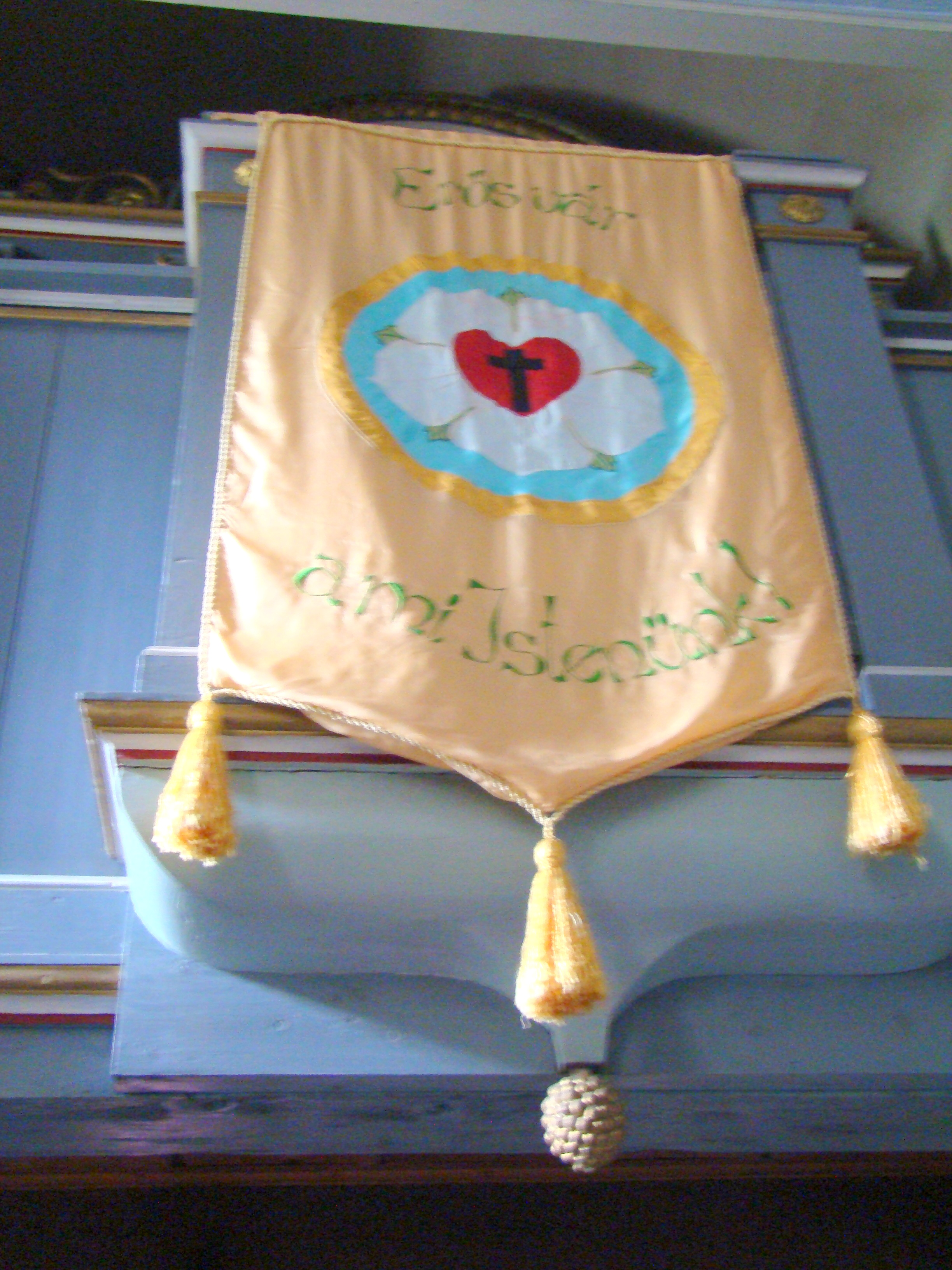
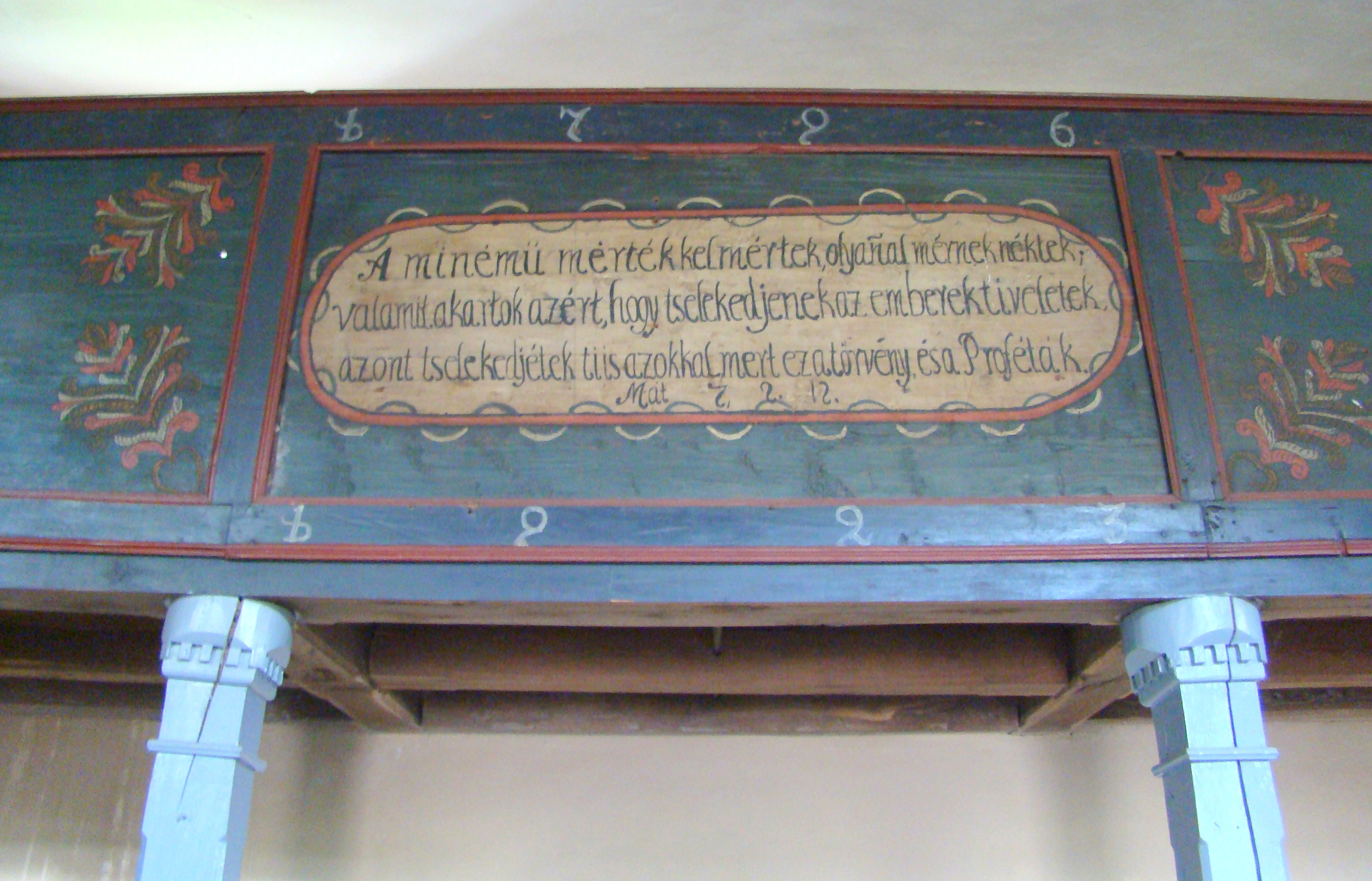
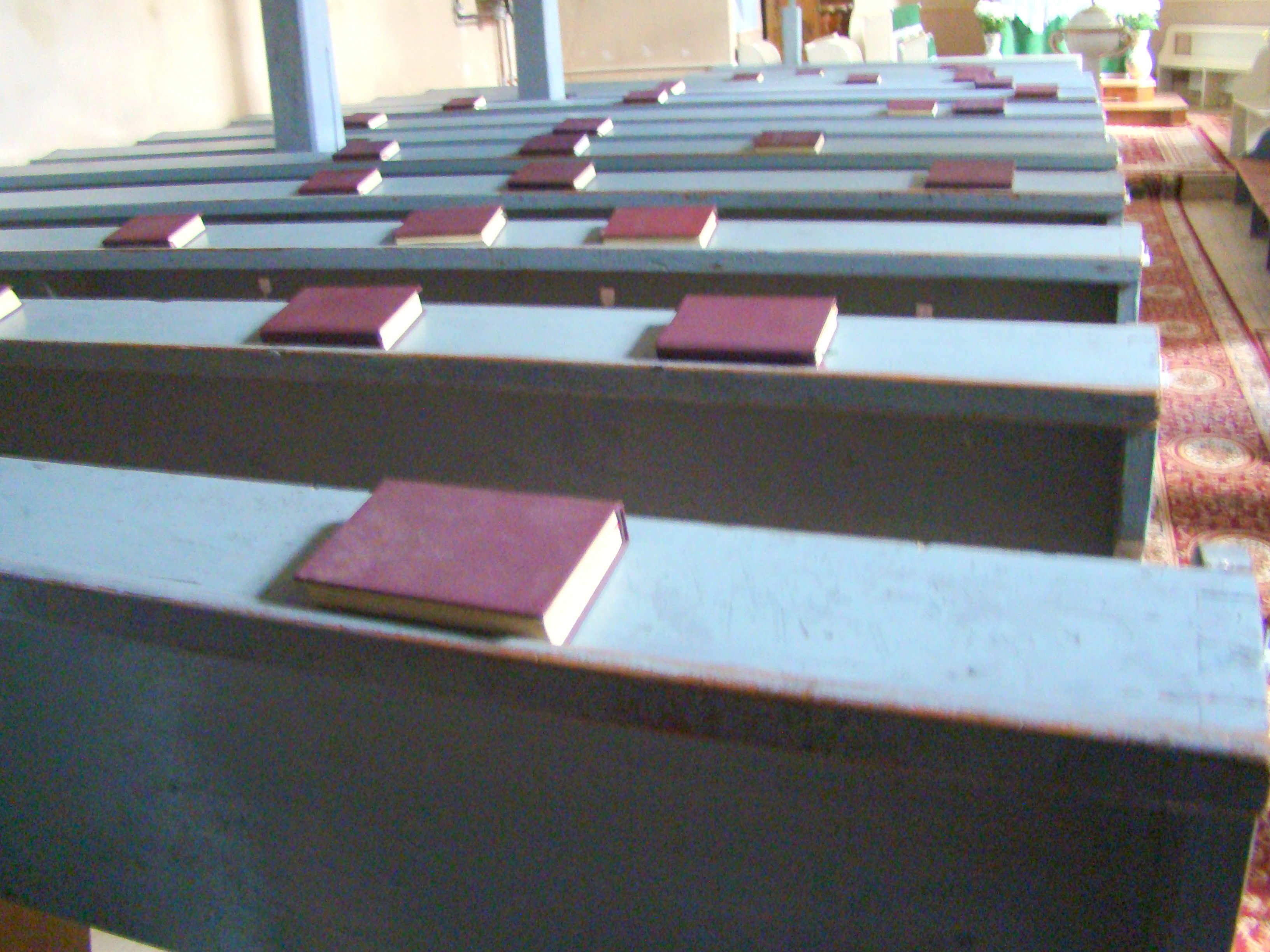
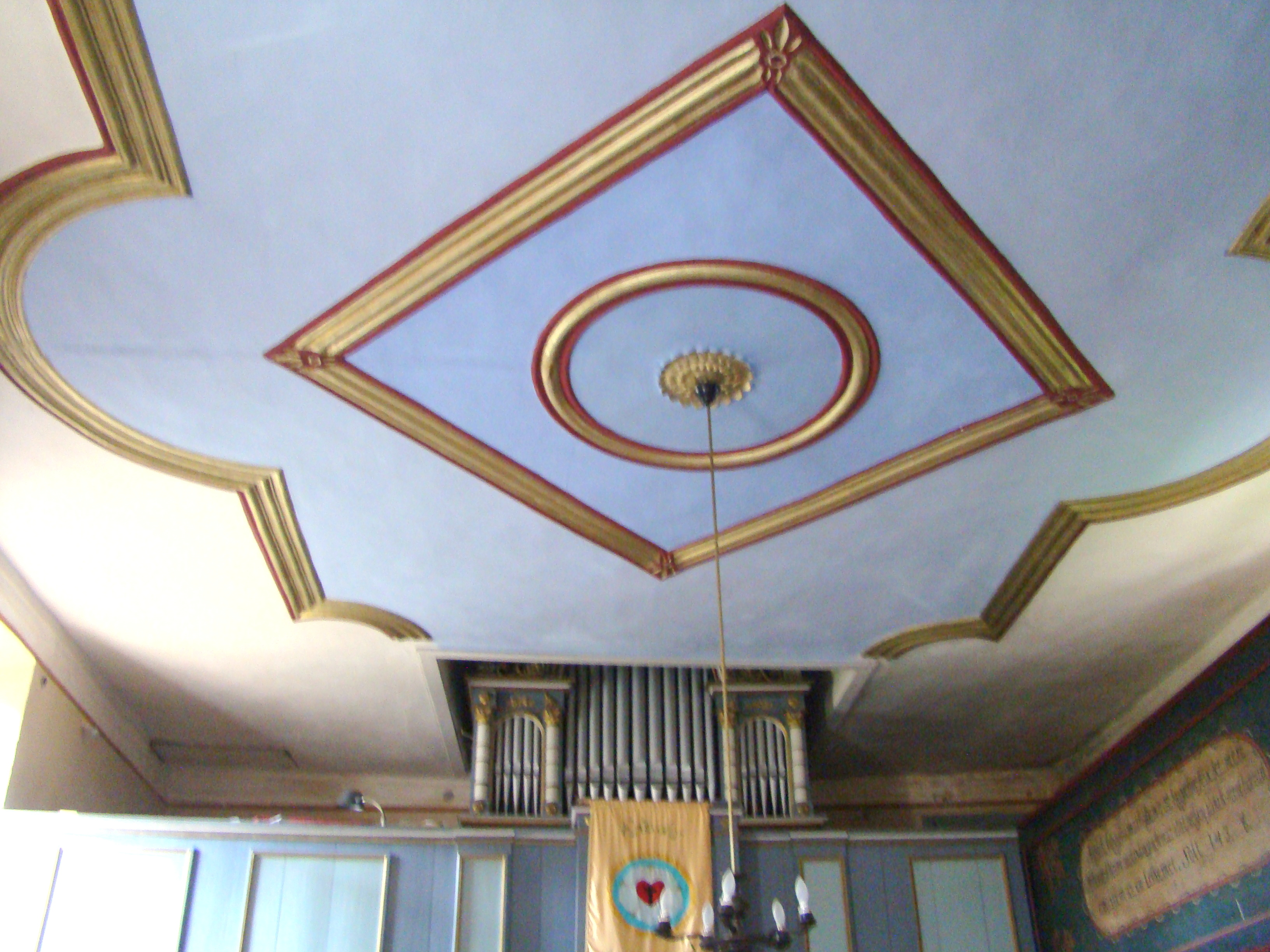
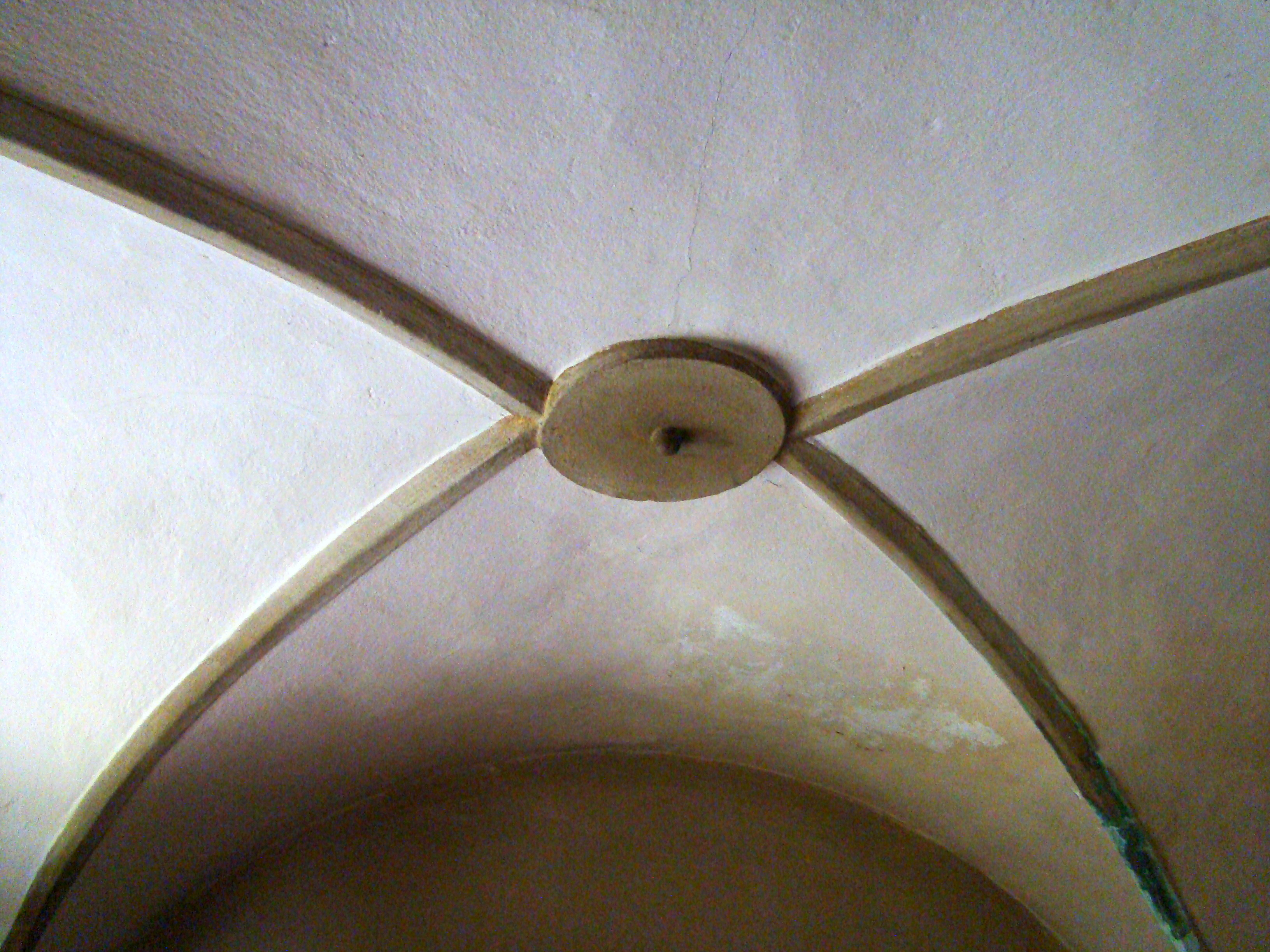
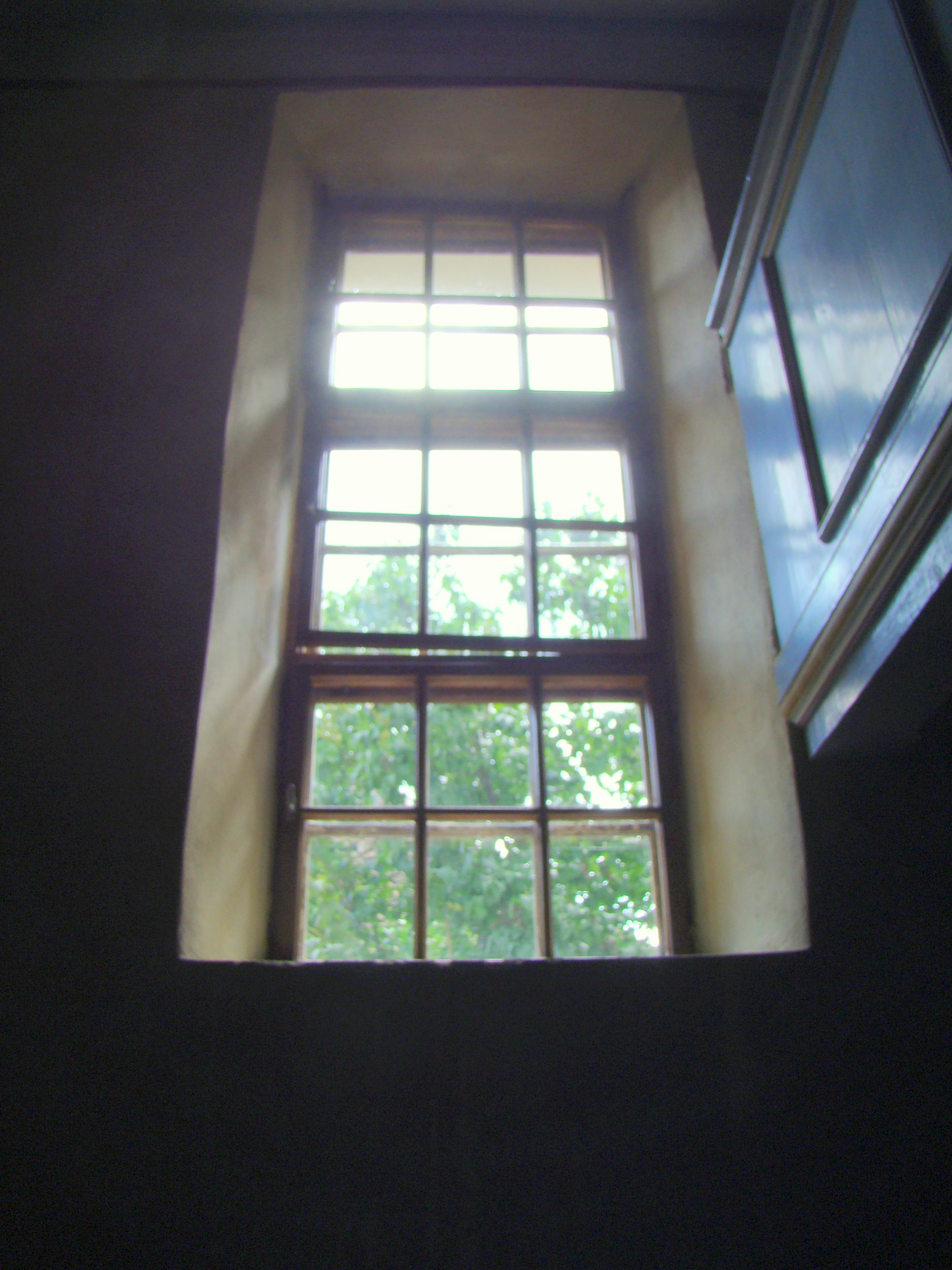
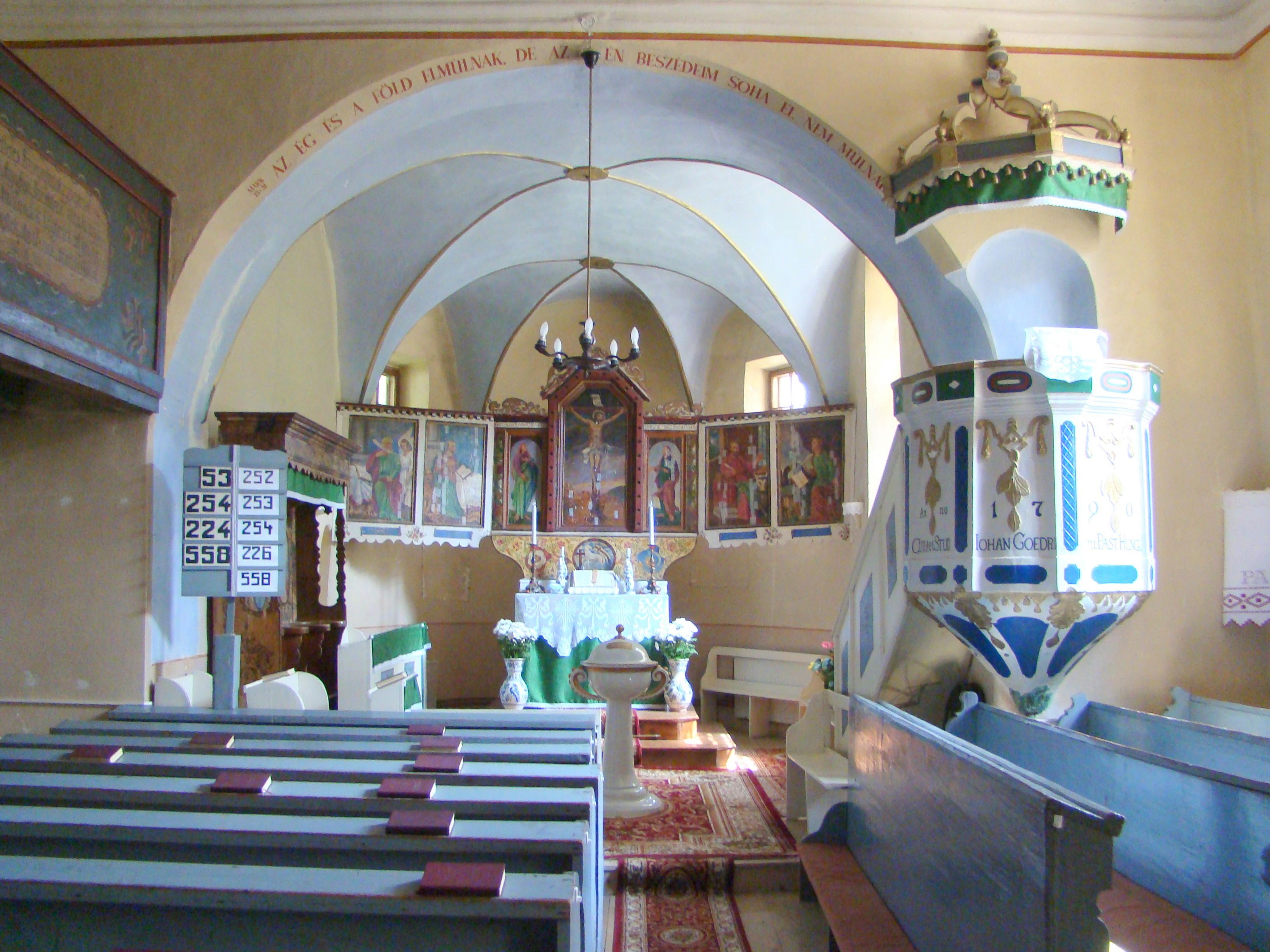
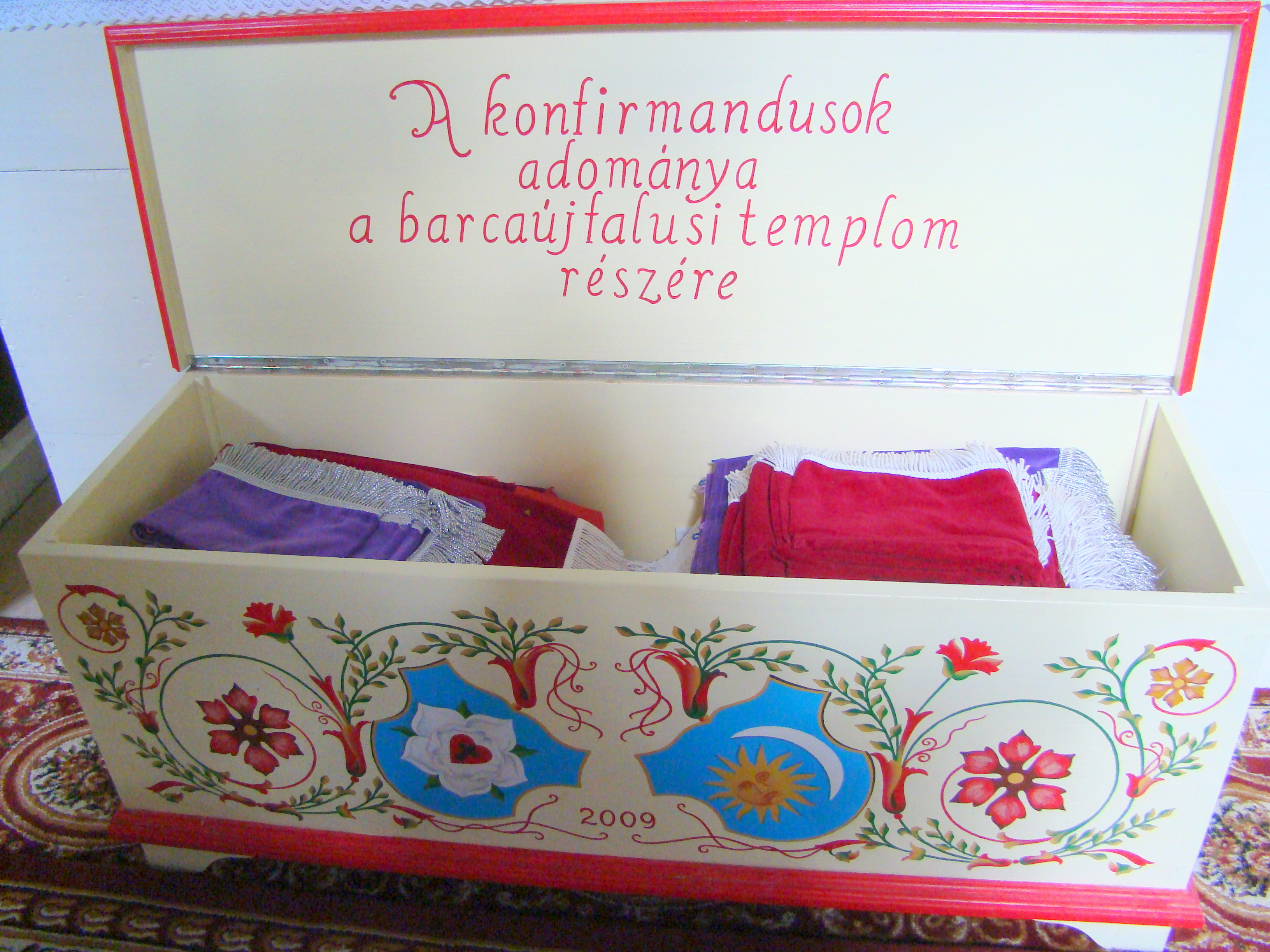
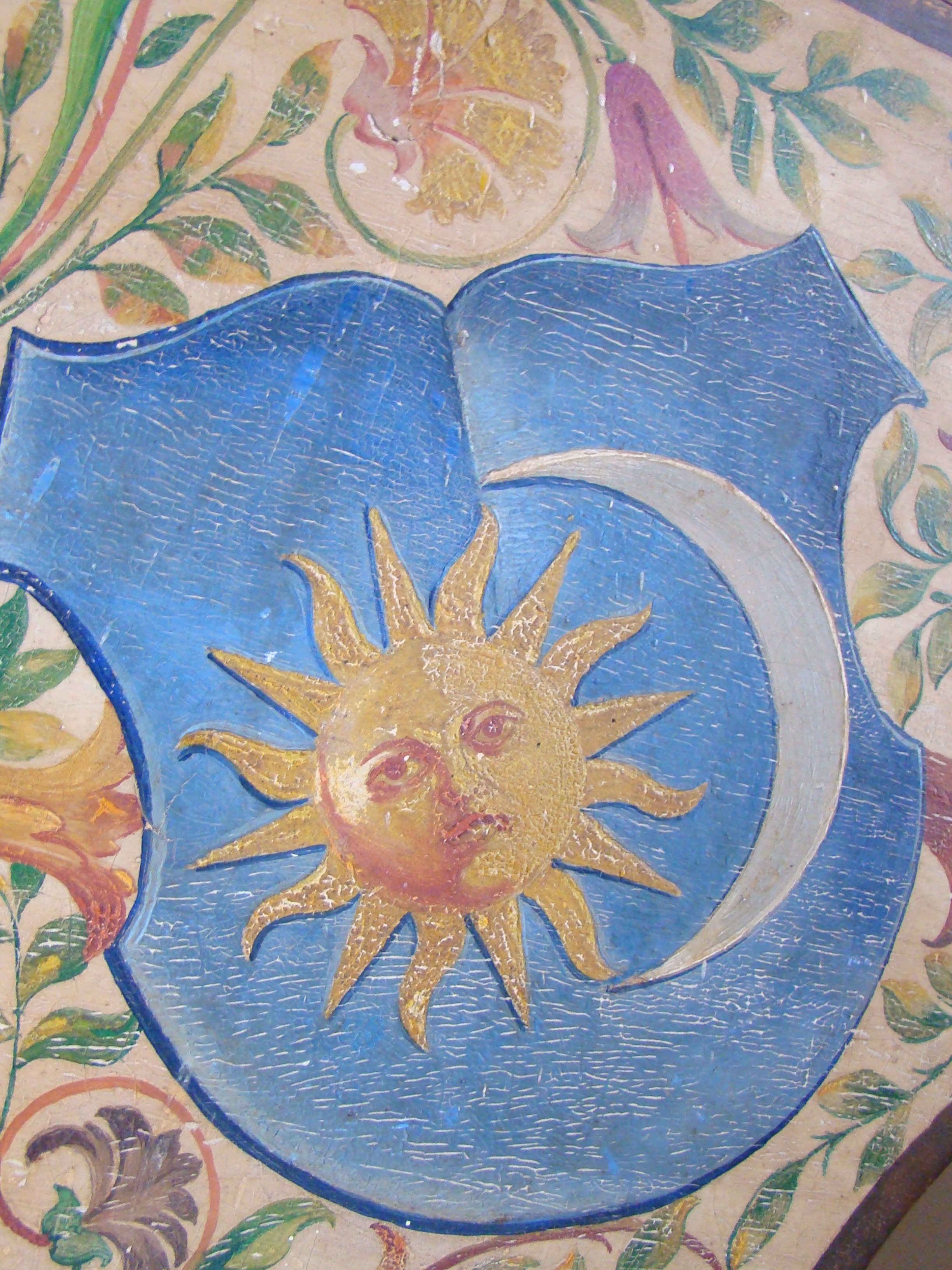
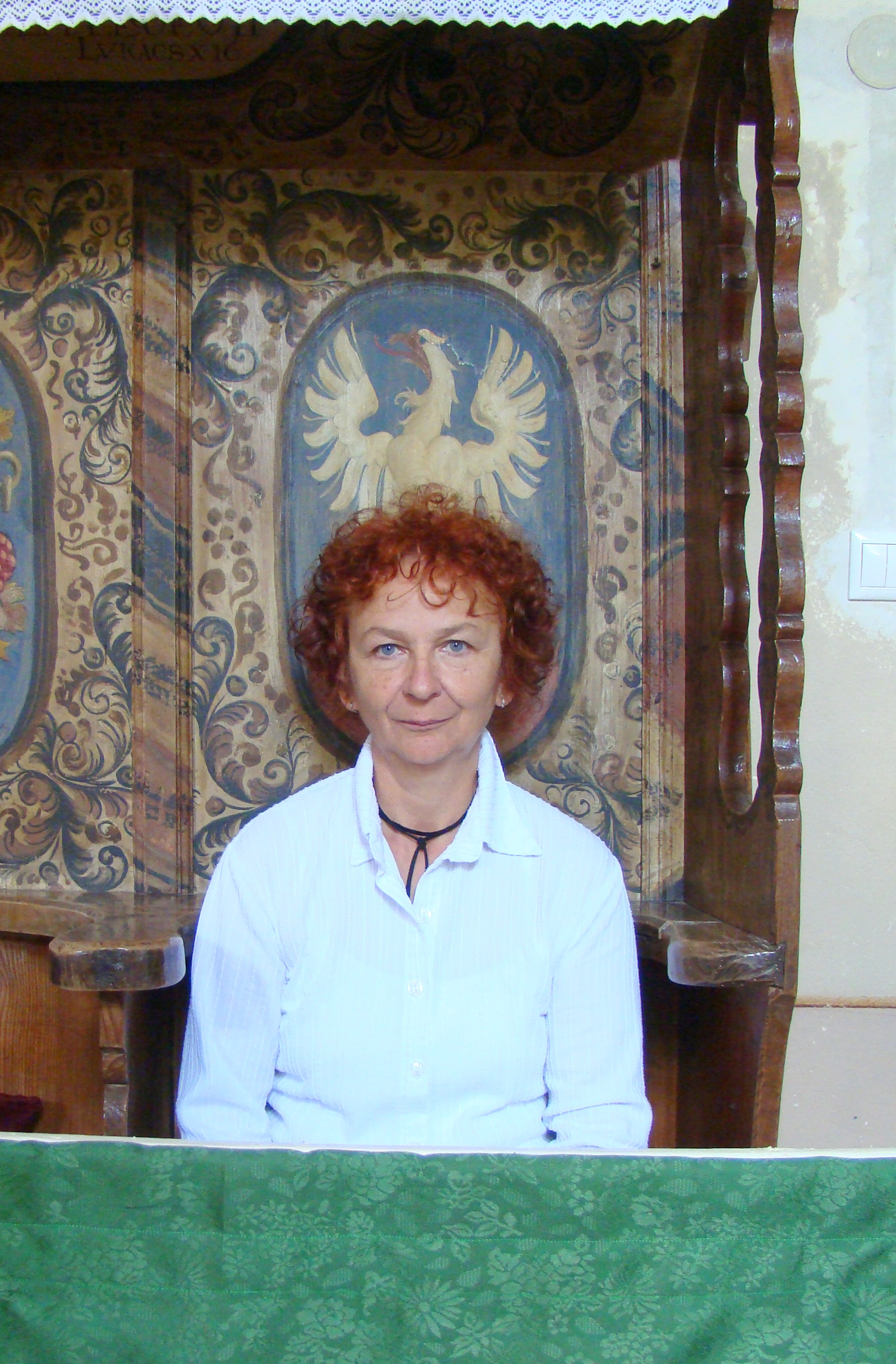
Pastorul luteran din localitatea Satu Nou: Fehér Csilla
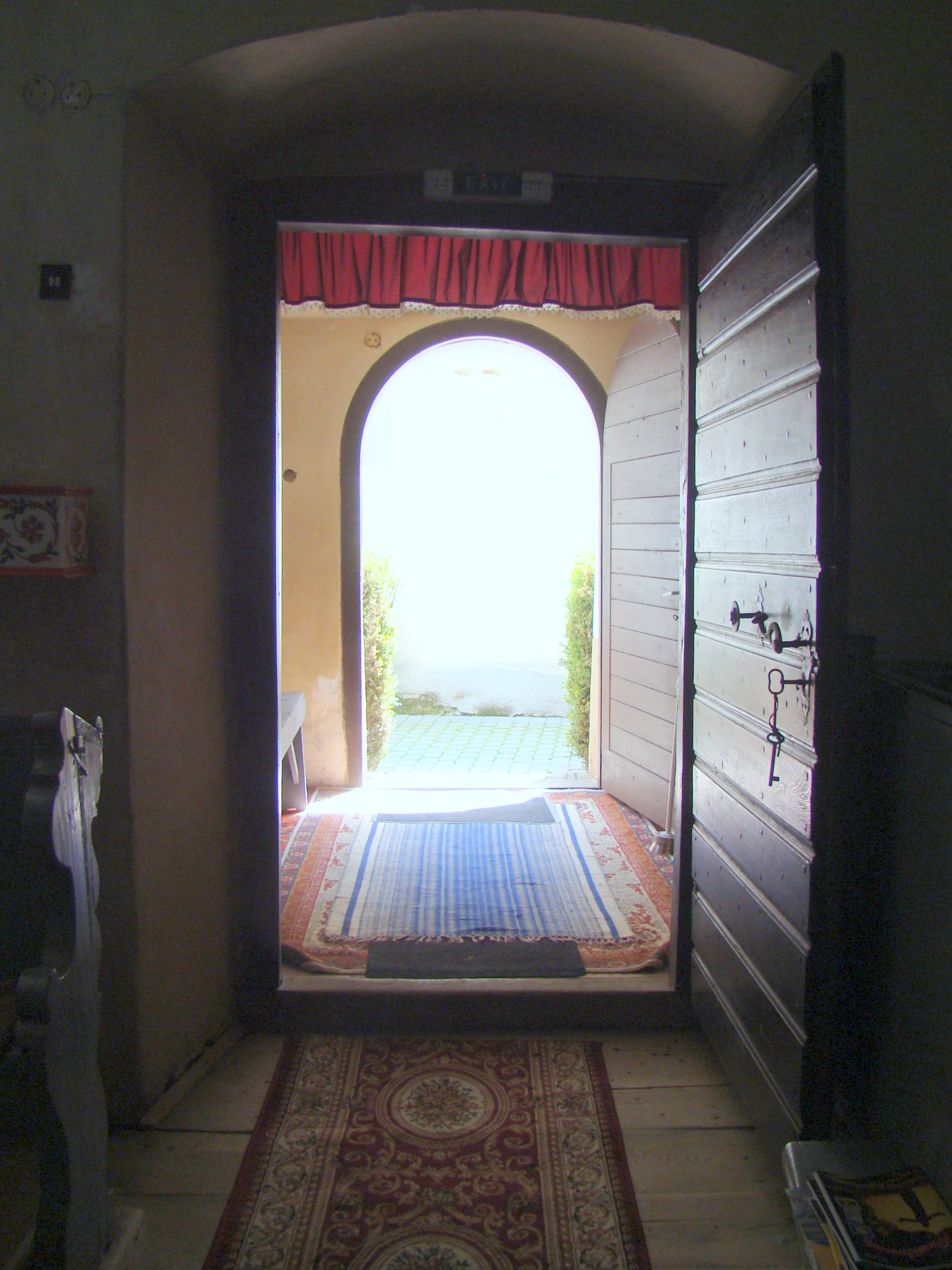